# John Henry Newman
Vous lisez un « article de qualité » labellisé en 2012.
Pour les articles homonymes, voir Newman.
John Henry Newman, né à Londres le 21 février 1801 et mort à Edgbaston le 11 août 1890, est un saint catholique britannique. De son vivant, il est ecclésiastique, théologien et écrivain. Anglican à l'origine, il se convertit au catholicisme en 1845.
Étudiant à l'université d'Oxford, il est ordonné prêtre anglican. Ses travaux sur les Pères de l'Église le conduisent à analyser les racines chrétiennes de l'anglicanisme et à défendre l'indépendance de sa religion face à l'État britannique, sous la forme de « tracts ». Ainsi naît le Mouvement d'Oxford, dont John Newman est l'un des principaux acteurs. Ses recherches sur les Pères de l’Église et sa conception de l’Église l'amènent à se convertir au catholicisme, qu'il voit désormais comme la confession la plus fidèle aux racines du christianisme. C'est au cours de cette période qu'il écrit le célèbre poème Lead, Kindly Light (1833).
Il part pour l'Irlande afin de fonder une université catholique à Dublin, à la demande des évêques de ce pays. Pour mieux faire comprendre sa conception de l’éducation et de la science il donne un cycle de conférences : L'Idée d'université, avant de démissionner en 1857 à cause du manque de confiance de la part des évêques irlandais face à son entreprise. Sa conversion au catholicisme est incomprise et critiquée par ses anciens amis anglicans. Il est aussi regardé avec méfiance par une partie du clergé catholique anglais du fait de ses positions considérées comme très libérales. En réaction à des calomnies, John Newman décrit sa conversion au catholicisme dans Apologia Pro Vita Sua. Cet ouvrage change la perception des anglicans à son égard et accroît sa notoriété. L’incompréhension suscitée par la proclamation du dogme de l’infaillibilité pontificale conduit Newman à défendre l’Église et la place primordiale de la conscience dans sa Lettre au duc de Norfolk. Sa conception de la conscience sera en partie développée lors du Concile Vatican II. Il écrit par la suite la Grammaire de l'assentiment, qui se veut une défense de la foi face au développement du positivisme. Le nouveau pape Léon XIII, élu en 1878, décide de le créer cardinal en 1879. John Newman meurt onze années plus tard à l’âge de 89 ans.
Théologien et christologue reconnu, il est l'une des figures majeures du catholicisme britannique, avec Thomas More, Henry Edward Manning et Ronald Knox. Il a exercé une influence considérable sur les intellectuels catholiques, notamment les auteurs venus de l'anglicanisme. Pour Xavier Tilliette, il apparaît comme « une grande personnalité singulière, une sorte de cierge pascal dans l'Église catholique du XIXe siècle ». Ses œuvres, dont la Grammaire de l'assentiment et l'Apologia Pro Vita Sua, sont une référence constante chez des écrivains tels que G. K. Chesterton, Evelyn Waugh ou Julien Green, mais aussi pour des théologiens et des philosophes comme Avery Dulles, Erich Przywara et Edith Stein, qui a traduit en allemand son ouvrage L'Idée d'université.
Proclamé vénérable par la Congrégation pour la Cause des Saints en 1991 et béatifié à Birmingham le 19 septembre 2010 par le pape Benoît XVI, il est proclamé saint le 13 octobre 2019 par le pape François.

## Biographie

### Années de formation

#### Origines familiales
John Henry Newman est l'aîné d'une fratrie de six enfants. La famille aurait des origines hollandaises, et le nom « Newman », auparavant écrit « Newmann », suggère des racines juives, sans que celles-ci soient prouvées. Sa mère, Jemima Fourdrinier, est issue d'une famille de huguenots français, graveurs et fabricants de papier, depuis longtemps installés à Londres.
Le père, John Newman, d'appartenance whig, fonde une banque, emménage avec sa famille à Ham, puis s'installe à Brighton en 1807 et à Londres l'année suivante. Les guerres napoléoniennes l'acculent à la banqueroute en 1816, et la famille emménage alors dans sa maison de campagne de Norwood. Peu après, John prend la gérance d'une brasserie située près d'Alton et les Newman s'installent dans cette localité pour se rapprocher de ce nouveau lieu de travail.
Le frère cadet de John Henry, Charles Robert (1802-1884), homme intelligent mais caractériel et athée affirmé, mène une vie isolée, tandis que le benjamin, Francis William (1805-1897), fait carrière au University College de Londres comme professeur de latin. Deux des trois sœurs, Harriett Elizabeth (1803) et Jemima Charlotte (1807), épousent deux frères, Thomas et John Mozley. De l'union de Jemima Charlotte et John naît Anna Mozley, qui édite en 1892 la correspondance de Newman. La troisième sœur, Mary Sophia, née en 1809, meurt en 1828, ce qui affecte profondément le jeune John.

#### Jeunesse
À l'âge de sept ans, en mai 1808, Newman est inscrit à l'école privée de George Nicholas à Ealing, où il poursuit sa scolarité jusqu'en 1816. Parmi ses professeurs se trouve le père du biologiste Thomas Henry Huxley, qui enseigne les mathématiques. Newman y reçoit une éducation chrétienne et se fait remarquer par son zèle studieux, mais aussi par sa timidité envers les autres élèves dont il ne partage pas les jeux. Il se décrit lui-même comme ayant été « très superstitieux » pendant sa jeunesse. Il éprouve un grand plaisir à lire la Bible, mais également les romans de Walter Scott, alors en cours de publication, et, entre 1810 et 1813, il étudie les Anciens tels qu'Ovide, Virgile, Homère et Hérodote. Par la suite, il découvre des auteurs agnostiques comme Thomas Paine et David Hume, qui l'influencent pendant un certain temps.
En 1816, lors de la faillite de la banque Ramsbottom, Newman & Co qu'a fondée son père, John Henry, contrairement à ses amis qui rejoignent leur famille, passe l'été à Ealing. Il a quinze ans et, alors qu'il entre dans sa dernière année de collège, il fait la connaissance du révérend Walter Mayers, protestant évangélique proche du méthodisme de John Wesley. Très impressionné par ce prêtre avec lequel il entretient de longues conversations, il finit par adhérer lui-même à l'évangélisme. Quelques mois plus tard, cette conversion s'approfondit : « Quand j'eus quinze ans (en automne 1816), un grand changement se fit dans mes pensées. Je subis les influences de ce qu'était le dogme et cette impression, grâce à Dieu, ne s'est jamais effacée ou obscurcie,. » Cette évolution s'effectue de manière progressive : « Mes sentiments personnels ne furent pas violents ; mais ce fut, sous la puissance de l'Esprit, un retour à des principes que j'avais déjà sentis, et en quelque mesure mis en œuvre quand j'étais plus jeune, ou bien leur renouvellement. ».
Newman décrira plus tard, dans Apologia Pro Vita Sua, son adhésion à l'évangélisme. Le point central est pour lui de « demeurer dans la pensée de deux êtres et de deux êtres seulement, absolus et lumineusement évidents : moi-même et mon Créateur. ». Certains auteurs ont vu là l'expression d'un « isolé volontaire », voire égotiste. Louis Bouyer, lui, perçoit dans la conversion de Newman une prise de conscience de soi, indépendance aussitôt confrontée à celle du Créateur, Dieu, rendu accessible par l'appréhension de soi en tant qu'individu. Le livre de Thomas Scott, Force de la vérité, marque profondément Newman, qui affirme à propos de l'auteur : « Humainement parlant, je lui dois presque mon âme ». Thomas Scott y explique sa conversion et sa recherche d'une foi intégrale dans l'Église anglicane ; sa devise, « la sainteté plutôt que la paix », influence Newman, alors passionnément en quête de vérité. De plus, l'Histoire de l'Église lui fait découvrir les Pères de l'Église. Désormais, il considère que sa vocation implique le célibat, idée qu'il confirme pratiquement tout au long de sa vie. Enfin, son attachement au protestantisme évangélique et au calvinisme lui rend l'Église catholique romaine intolérable, et il « [partage] vigoureusement les préjugés contre les papistes idolâtres et le pape “Antéchrist” ».

#### Étudiant à Oxford
Admis au Trinity College d'Oxford le 4 décembre 1816, il s'y installe après six mois d'attente en juin 1817. Sa correspondance avec le révérend Walter Mayers témoigne de son esprit critique, et sa lecture des « Private Thoughts » de l'évêque William Beveridge l'invite à remettre en cause certains aspects du protestantisme évangélique que prône Mayers: fort de ce nouvel apport, Newman s'interroge sur la pertinence des dons sensibles dans les conversions méthodistes et semble entrevoir que la conversion peut, par le baptême, se passer de toute expérience sensible.

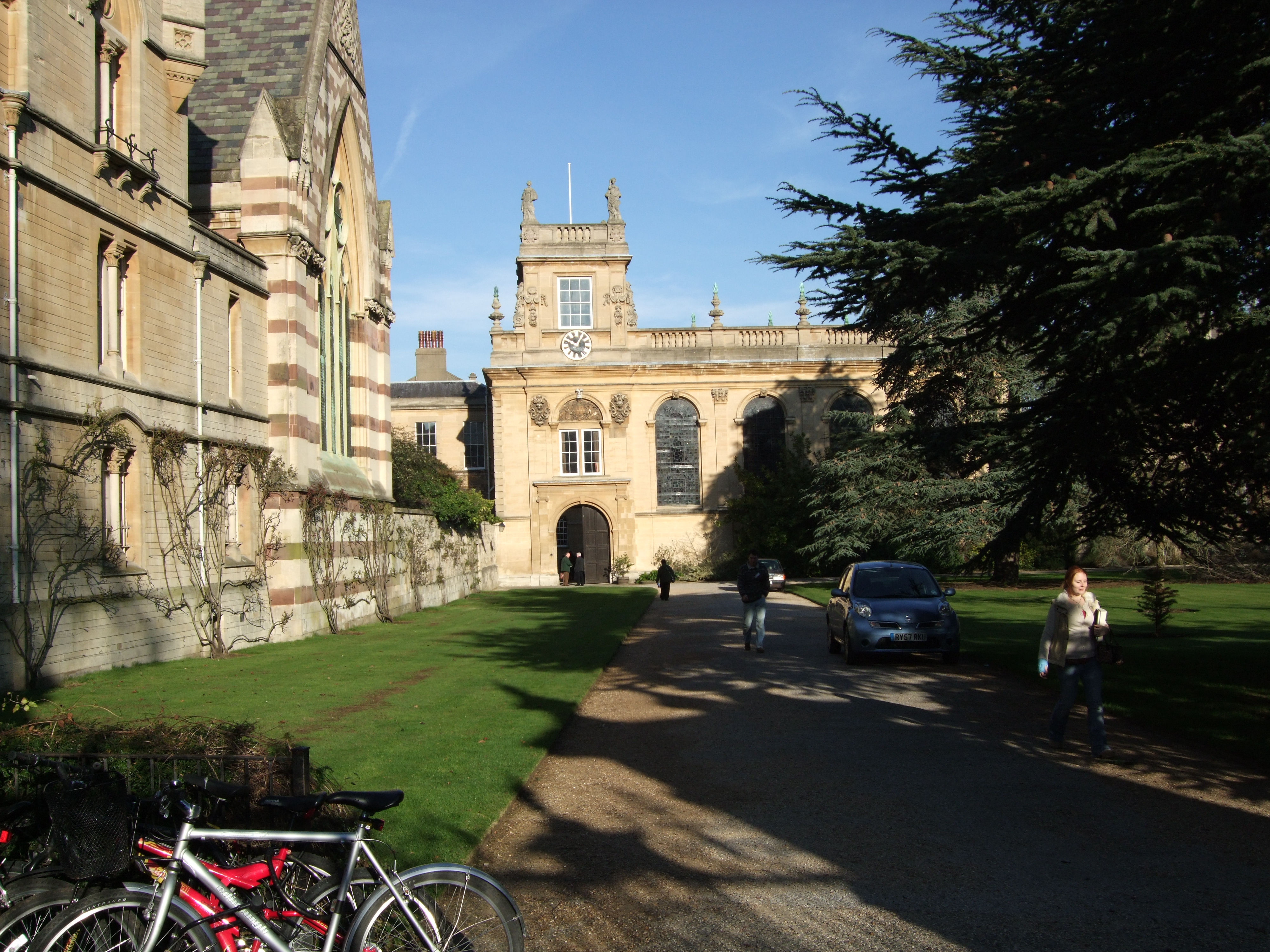
Trinity College, Oxford.

Oxford lui plaît et, toujours de nature discrète et timide, il s'adonne à ses études. Il se prend d'amitié avec John William Bowden, de trois ans son aîné, avec qui il suit les cours. Ses camarades cherchent à l'emmener aux fêtes alcoolisées de l'université, mais il ne s'y sent pas à l'aise et leurs tentatives sont vouées à l'échec. Il redouble d'efforts pour obtenir une bourse, 60 livres sur neuf ans, qui lui est accordée en 1818, mais cette allocation reste insuffisante pour couvrir les frais universitaires alors que la banque paternelle a suspendu tout paiement.
En 1819, son nom est retenu pour Lincoln's Inn, la faculté de droit d'Oxford. Commencent alors des années de travaux universitaires acharnés. Dès l'été 1819 et jusqu'à l'examen en novembre 1820, John Henry étudie près de dix heures par jour pour réussir à ses examens avec mention. Pourtant, en proie à l'anxiété, il échoue à l'examen final et n'obtient son diplôme, sans la mention souhaitée, qu'en 1821. Le 11 janvier de cette même année, son père l'interroge sur son orientation et, contrairement à l'attente de celui-ci, qui envisageait une carrière au barreau, John Henry lui annonce son choix de l'Église anglicane.
Comme il désire rester à Oxford pour financer ses études, il donne des cours particuliers et sollicite un poste de lecteur à Oriel College, alors « centre intellectuel d'Oxford », que fréquentent des penseurs tels que Richard Whately ou Thomas Arnold. Newman passe l'examen et est coopté comme « fellow » d'Oriel le 12 avril 1822,.
Son entrée dans le cercle très fermé des « Noetics » (surnom des membres d'Oriel College) représente un tournant dans sa vie : les « Noetics » sont élus de manière fort sélective et tous recherchent l'excellence intellectuelle. Leur fréquentation permet à Newman d'affiner sa pensée religieuse, très marquée par la foi simple du protestantisme évangélique(il écrit plus tard qu'il professait alors des dogmes « à un moment où la religion était pour [lui] affaire de sentiment et d'expérience plutôt que de foi »), d'autant qu'il rencontre des théologiens tels que Richard Whately ou Edward Hawkins qui se réclament de la doctrine de la régénération baptismale tout en affirmant la visibilité et l'autorité de l'Église anglicane. En 1823, Edward Bouverie Pusey le rejoint.

#### Prêtre anglican

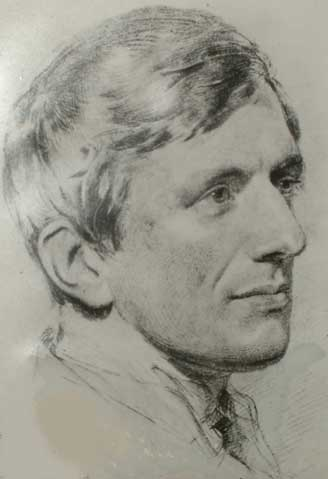
Portrait de John Henry Newman daté du 23 juin 1824, jour de sa première homélie.

Le 13 juin 1824, Newman est ordonné diacre au sein de l'Église anglicane. Dix jours plus tard, il prononce son premier sermon à l'église d'Over Worton (Oxfordshire), et en profite pour rendre visite à son ancien professeur Walter Mayers. Il est ordonné prêtre le dimanche 29 mai 1825, fête de la Trinité ; grâce à Pusey, il obtient la cure de Saint-Clément à Oxford et exerce deux années durant ses activités paroissiales tout en publiant des articles pour l’Encyclopædia Metropolitana sur Apollonius de Tyane, Cicéron et les miracles. C'est aussi l'époque où il découvre l’Analogie de la religion naturelle de Joseph Butler, dont les thèmes se rapprochent des siens.
En 1825, à la demande de Richard Whately, il devient vice-principal de Saint-Alban's Hall, mais ne demeure qu'un an à ce poste. La sympathie intellectuelle qu'il éprouve pour Whately, écrit-il plus tard, a grandement contribué à son « amélioration mentale » et à sa victoire partielle contre la timidité. D'autre part, la réflexion qu'il mène avec lui sur la logique lui permet d'ébaucher une première définition précise de l'Église chrétienne. Cependant, lorsque Robert Peel, auquel il s'oppose pour des raisons personnelles, est réélu en 1827 député de l'université d'Oxford, il met un terme à leur collaboration.
En 1826, il est nommé tuteur à Oriel College, où le rejoint comme enseignant Richard Hurrell Froude, qu'il décrit comme l'« un des hommes les plus perspicaces, intelligents et profonds qui soient ». Ensemble, Froude et Newman élaborent une conception exigeante du tutorat, plus cléricale et pastorale que séculière. Cette nouvelle collaboration marque sa pensée spirituelle : comme il l'indiquera plus tard, « Il [Froude] m'apprit à regarder avec admiration l'Église de Rome et par là même à me détacher de la Réforme. Il grava profondément en moi l'idée de la dévotion à la Sainte Vierge et m'amena graduellement à croire en la Présence réelle. »,.
C'est à cette période que Newman se lie aussi d'amitié avec John Keble et qu'il est retenu, en 1827, pour le prêche de Whitehall.

#### Maladie et deuil
À la fin de l'année 1827, deux épreuves incitent Newman à se détacher de l'intellectualisme de sa formation. Examinateur, il est victime d'un effondrement nerveux le 26 novembre 1827, sans doute dû à un excès de travail. Il part alors chez son ami Robert Isaac Wilberforce afin de se reposer, mais quelques semaines plus tard, le 5 janvier 1828, sa sœur Mary Sophia meurt après une grande fatigue ; cette disparition brutale le bouleverse et l'amène, alors qu'il se met à la poésie, à concevoir une forme de réminiscence vivante lui permettant d'appréhender la réalité éternelle de la défunte et à relier son destin à la volonté divine.
Pendant cette période, il se rapproche de John Keble, dont le recueil de poèmes, The Christian Year, influence sans doute sa propre poésie et confirme l'importance qu'il accorde aux sentiments dans la vie spirituelle.
Newman poursuit son étude de la patristique, commencée peu avant sa maladie le 18 octobre 1827 sur les conseils de Charles Lloyd, et favorisée par ses lectures et les articles qu'il rédige pour l'Encyclopædia Metropolitana. Sa réflexion aboutit à la publication en 1833 d'un livre sur l'arianisme, Les Ariens du quatrième siècle ; il décèle chez les Pères de l'Église un authentique humanisme chrétien. Pendant ses vacances de 1828 il lit Ignace d'Antioche et Justin de Naplouse, puis se penche en 1829 sur Irénée de Lyon et Cyprien de Carthage. Il entreprend dans la même période l'étude des œuvres complètes d'Athanase d'Alexandrie et de Grégoire le Grand. Mais ces recherches l'inquiètent lorsqu'il reçoit le 10 juin 1830 la charge de nouveaux élèves. Il craint alors de ne pouvoir autant se consacrer aux Pères de l'Église qu'il le souhaiterait.

#### Rupture avec la tendanceLow Church
L'année suivante, Newman soutient, choix qu'il regrette par la suite, la nomination de Hawkins plutôt que celle de John Keble au poste de prévôt d'Oriel College. De là date, selon lui, l'impulsion qui conduit au mouvement d'Oxford. La même année, il est nommé vicaire de Saint-Mary-the-Virgin, l'église de l'université, charge à laquelle est attachée la fonction de chapelain de Littlemore, tandis que Pusey devient professeur régent d'hébreu.
Toujours officiellement proche des protestants évangéliques, Newman évolue toutefois dans ses positions sur la place du clergé au sein de l'Église anglicane. Ses écrits montrent qu'il y est de plus en plus favorable, l'éloignant des protestants évangéliques. En particulier, il diffuse une lettre anonyme proposant aux clercs anglicans une méthode susceptible d'éliminer la mainmise des protestants non conformistes sur la Church Missionary Society dont il est le secrétaire local, ce qui lui vaut d'en être renvoyé le 8 mars 1830. Trois mois plus tard, il quitte aussi la Société biblique, parachevant ainsi sa rupture avec la tendance « Low Church » de l'Église d'Angleterre.
En 1831, il est invité par Froude à partager ses congés, vacances pendant lesquelles il continue d'écrire des poèmes et voit se renforcer l'amitié qui le lie à son hôte, dont la vie ascétique lui inspire une certaine admiration.
En 1831 et 1832, il est désigné pour prêcher devant toute l'université, et en 1832, ses différends avec Hawkins quant à la « nature essentiellement religieuse » du tutorat devenant particulièrement aigus, il démissionne de son poste de tuteur à Oriel College.
Lorsque Whately est nommé évêque, Newman espère être appelé auprès de lui, mais, ce souhait restant vain, Froude lui propose de l'accompagner lors de son voyage en Méditerranée.

#### Voyage en Méditerranée

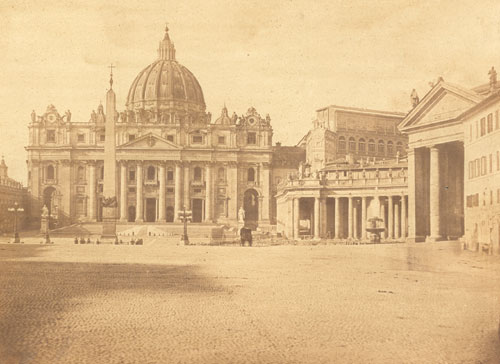
La place Saint-Pierre vers 1858.

Le 8 décembre, il accompagne Froude en voyage de santé à travers l'Europe méridionale à bord du vapeur Hermès qui fait escale à Gibraltar, Malte, aux îles Ioniennes, puis en Sicile, enfin à Naples et à Rome, où Newman fait la connaissance de Nicholas Wiseman.
Pendant ce périple, John Henry Newman écrit la plupart des courts poèmes publiés plus tard sous le titre de Lyra Apostolica, et ses sentiments se partagent entre le dégoût de la foi chrétienne des pays latins, dont l'histoire lui rappelle pourtant les Pères de l'Église, et l'admiration pour la nature qu'il découvre, comme en témoigne l'une de ses lettres où, s'il voit en Rome « l'endroit le plus merveilleux sur Terre », la religion catholique romaine lui paraît « polythéiste, décadente et idolâtre »,.
De Rome, Newman retourne seul en Sicile, où il tombe malade à Leonforte. Le « pèlerinage de beauté » se transforme alors en « une expérience biface, de découverte et de détresse, d'enchantement et de désarroi », s'inscrivant désormais parmi les événements les plus importants de sa vie. Pendant plus d'un mois, en effet, son état s'aggrave et il croit mourir, épreuve qu'il met à profit pour approfondir sa foi. Il envisage l'éventualité de sa propre mort comme une lutte entre Dieu et lui. L'expérience est pour lui si marquante qu'il la relatera plus tard sous le titre My Illness in Sicily, « creusant au fond de sa mémoire » pour ne terminer ce récit qu'en juin 1840.
Dans ce qui peut apparaître comme « une retraite involontaire, une ordalie », il vit sa maladie comme un combat entre sa volonté, dans laquelle il discerne le diable, et celle de Dieu. Au terme de l'épreuve, il acquiert la certitude de « l'amour électif de Dieu » et reconnaît : « J'étais sien ». Xavier Tilliette observe à cet égard : « L'accent ne trompe pas, c'est celui qui émane des conversions, y compris des conversions intérieures qui se produisent dans une vie déjà dédiée ». Newman écrit à ce propos : « Je sentais que Dieu luttait contre moi, et je sentais – à la fin je sus pourquoi – que c'était contre ma volonté propre […] cependant, je sentais aussi et je ne cessais de dire : "Je n'ai pas péché contre la lumière" ». Bien que se jugeant superficiel et manquant d'amour pour Dieu, il se sent promis à une mission plus grande en Angleterre. En juin 1833, une fois guéri, il quitte Palerme à destination de Marseille. Le voilier Conte Ruggiero, dont il est le seul passager en compagnie d'une cargaison d'oranges, se trouve encalminé au large de Bonifacio. Newman écrit alors le poème « Lead, kindly Light », qui deviendra un cantique très populaire en Grande-Bretagne.

### Le mouvement d'Oxford

#### LesTracts for the Times

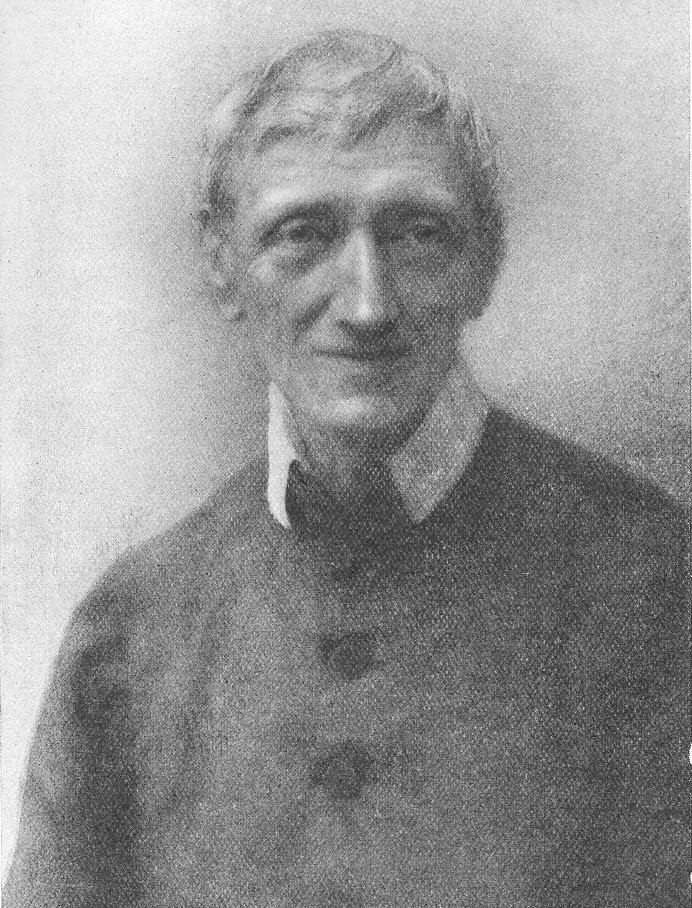
Portrait du révérend John Henry Newman.

Il revient à Oxford le 9 juillet 1833. Le 14, John Keble prononce à Saint-Mary son sermon sur l'« Apostasie nationale », que Newman va considérer comme le point de départ du Mouvement d'Oxford : ce fut « Keble qui inspira, Froude qui donna l'impulsion et Newman qui poursuivit l'œuvre », écrit Richard William Church. La naissance du Mouvement est aussi attribuée à H. J. Rose, rédacteur en chef du British Magazine, « fondateur, originaire de Cambridge, du Mouvement d'Oxford »[réf. nécessaire]. Les 25 et 26 juillet, au presbytère d'Hadleigh (Suffolk), se tient une réunion d’ecclésiastiques de la Haute Église anglicane, sans Newman, où est prise la décision de soutien à la doctrine de la succession apostolique dans cette Église, ainsi que de l'utilisation du Book of Common Prayer dans son intégralité.
Quelques semaines plus tard, Newman commence à rédiger de façon anonyme les Tracts for the Times, d'où le nom de « mouvement tractarien » ou « tractarianisme » donné ensuite au Mouvement d'Oxford. Il s'agit d’assurer à l'Église d'Angleterre une solide base doctrinale et disciplinaire, afin de préparer la fin de son « établissement » officiel par la monarchie britannique ou l'éventuelle rupture des ecclésiastiques de la Haute Église avec l'institution établie, perspective envisageable de par l'attitude du gouvernement envers l'Église d'Irlande, église réformée officielle qui devient indépendante de l'autorité de l'État en 1871. Les tracts sont complétés par les sermons que prononce Newman à Saint-Mary le samedi après-midi, et qui exercent pendant huit années une influence croissante, notamment sur les jeunes universitaires. En 1835, Pusey appose ses initiales sur un tract, ce qui, ayant valeur d'engagement, marque son adhésion au Mouvement d'Oxford, d'où la dénomination de « puseyisme » qui lui est parfois attribuée.
En 1836, les membres du Mouvement renforcent leur cohésion interne en s'opposant unanimement à la nomination de Renn Dickson Hampden comme professeur régent de théologie à Oxford, car ses Conférences de Bampton, prêchées en 1832 avec l'assistance de Blanco White, sont soupçonnées d'hérésie, ce que corrobore Newman dans le pamphlet Elucidations of Dr Hampden's Theological Statements.

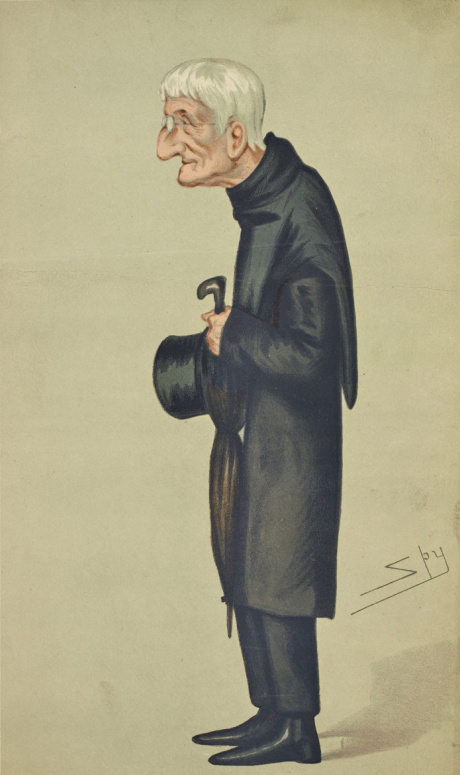
Une caricature de Newman, publiée par le magazine Vanity Fair en 1877.

À cette date, Newman devient rédacteur en chef à la British Critic et donne une série de conférences dans une chapelle de Saint-Mary, où il défend la théorie de l'anglicanisme comme une « Via Media » entre le catholicisme et le protestantisme populaire ; il s'agit là d'œuvrer à la réconciliation de l'anglicanisme avec la fidélité apostolique et dogmatique révélée, selon les Pères de l'Église dont Newman approfondit toujours la pensée, au début du christianisme. Leur lutte contre différentes hérésies alors majoritaires, dont l'arianisme, incite Newman à rechercher, face aux divisions de l'Église, la meilleure manière d'ancrer l'anglicanisme dans le respect de la tradition, donc de la foi, qui représente à ses yeux la vérité révélée.
En 1838, Newman et Keble décident de publier, sous le titre Remains, les écrits de Richard Hurrell Froude, mort deux ans auparavant ; la parution fait scandale, certains Anglais se trouvant choqués par la vie d'ascèse que révèlent ses « Journaux », avec exercices et examens de conscience. D'aucuns vont jusqu'à y voir une apologie déguisée du catholicisme.

#### Doutes et évolutions
L'influence de Newman à Oxford culmine en 1839, année où, pourtant, son étude de l'hérésie monophysite l’amène à douter : contrairement à ce qu'il croyait, la doctrine catholique, constate-t-il, est restée fidèle au concile de Chalcédoine (451) ; en d'autres termes, elle ne s'est pas écartée du christianisme d'origine, interrogation qui redouble à la lecture d'un article de Nicholas Wiseman paru dans la Dublin Review, où figurent les mots de saint Augustin contre les donatistes : « Securus judicat orbis terrarum » (« le verdict du monde est concluant »). Newman explique ainsi sa réaction :

« Cette petite phrase, ces mots de saint Augustin, me frappèrent avec une force que des mots ne m'avaient jamais fait ressentir jusqu'alors... C’était comme ces mots, “Tolle, lege... Tolle, lege”, prononcés par l'enfant, qui avaient converti saint Augustin lui-même. “Securus judicat orbis terrarum” ! Ces grandes paroles d'un Père de l'Église, interprétant et résumant tout le cours de la longue histoire de l'Église, réduisaient en miettes la théologie de la “Via Media” ».
« For a mere sentence, the words of St Augustine, struck me with a power which I never had felt from any words before... they were like the "Tolle, lege, - Tolle, lege," of the child, which converted St Augustine himself. "Securus judicat orbis terrarum!" By those great words of the ancient Father, interpreting and summing up the long and varied course of ecclesiastical history, the theology of the Anglican Via Media was absolutely pulverised » »

.

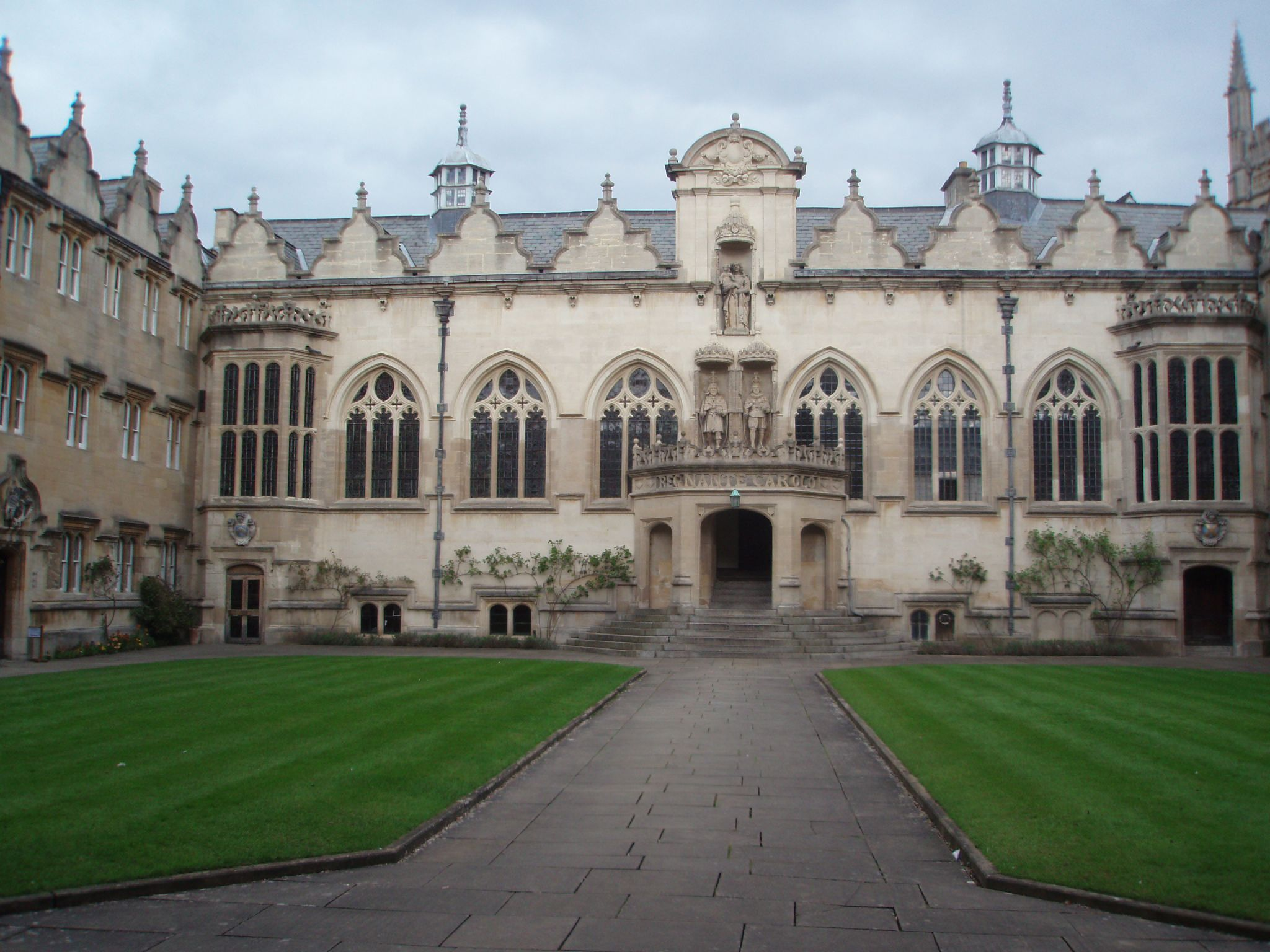
Oriel College, Oxford.

Newman poursuit cependant ses travaux de théologien pour la Haute Église, jusqu'à la publication du Tract 90, le dernier de la série, dans lequel il examine en détail les Trente-neuf articles fondateurs de l'anglicanisme et affirme leur compatibilité avec les dogmes catholiques. Les Trente-neuf articles, ajoute-t-il, ne s'opposent pas à la doctrine officielle de l'Église catholique, mais uniquement à certains excès et à des erreurs communément partagées.
Cette théorie n’est pas nouvelle, mais elle provoque l'indignation générale à Oxford. Archibald Campbell Trait, futur archevêque de Cantorbéry, ainsi que trois autres professeurs, dénoncent cette thèse comme « ouvrant une voie par laquelle des hommes pourraient violer leurs engagements solennels vis-à-vis de l'université ». L'inquiétude est partagée par de nombreuses autorités de l'institution, et, à la demande de l'évêque d'Oxford, la publication des Tracts est interrompue.
Newman, comme il l'explique plus tard, est « sur son lit de mort pour ce qui était de son appartenance à l’Église anglicane ». Il démissionne alors de son poste de rédacteur en chef à la British Critic. Désormais, il pense que la position des anglicans est similaire à celle des semi-ariens lors de la controverse de l'arianisme, et le projet d'un diocèse anglican à Jérusalem, avec des nominations relevant alternativement des gouvernements britannique et prussien, achève de le convaincre du caractère non apostolique de l'Église d'Angleterre.
Toue cette période - de la publication du Tract 90 à sa réception dans l'Eglise catholique - est pour Newman comme une 'traversée du désert'. En 1842, il se retire à Littlemore,, où il vit forme une communauté religieuse (sans voeux) avec un petit groupe de proches, auxquels il demande de rédiger des biographies des saints anglais, tandis qu'il achève son Essai sur le développement de la doctrine chrétienne, où il cherche à se réconcilier avec la doctrine et la hiérarchie de l'Église catholique romaine. Il étudie les écrits d'Alphonse de Liguori, dont il retire la certitude que l'Église catholique n'est pas, comme il le croyait, une foi superstitieuse. En février 1843, il publie anonymement dans l'Oxford Conservative Journal une rétractation officielle des critiques qu'il a adressées à l'Église romaine, et en septembre, il prononce son dernier sermon anglican à Littlemore, puis il démissionne de Saint-Mary le 18 septembre 1843. De 1842 à 1845 il étudie plus particulièrement les écrits de saint Athanase d'Alexandrie: il en publie une traduction annotée des traités (en 1842 et 1844) et d'autres écrits en 1843

### La conversion

#### Conversion au catholicisme

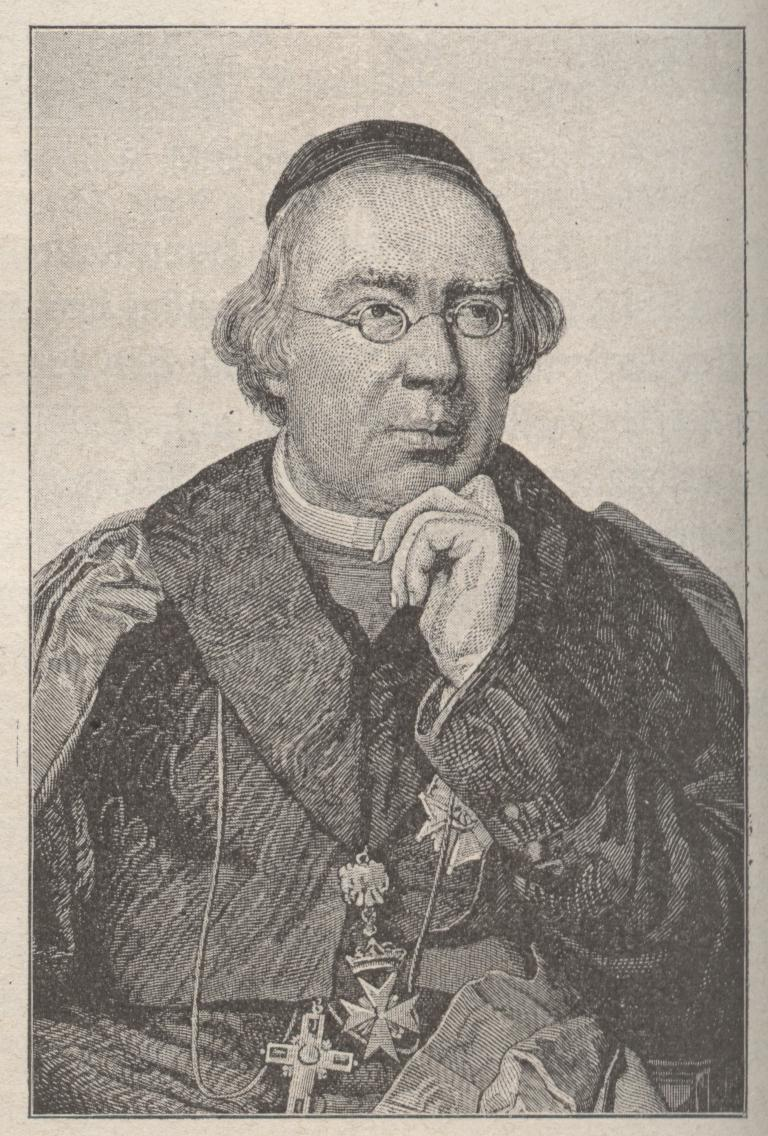
Nicholas Wiseman, gravure (1860).

Le 26 septembre 1843, Newman écrit son dernier sermon anglican, « On the Parting of Friends ». John Keble, s'affirmant ainsi comme l'une des rares personnes à le soutenir à travers sa correspondance, assigne son retrait aux vives critiques et aux calomnies dont il est l'objet. Newman, quant à lui, soutient qu'il doute depuis plus de trois ans de la validité de l'anglicanisme, que sa décision a été longuement mûrie, qu'il ne se sent plus en sécurité dans une Église schismatique. D'ailleurs, ajoute-t-il, sa conversion au catholicisme ne saurait être le fruit que de sa réflexion sur la foi, car loin d'y trouver son intérêt, il perdra son statut et ses amis, et s'engagera dans une communauté où il ne connait personne. Cependant, il diffère sa décision effective, préférant poursuivre son étude des pères de l'Église et, comme il l'explique dans sa correspondance, prier pour savoir s'il « [est] victime d'une illusion ». Au cours de l'été, il achève ses travaux sur S. Athanase d'Alexandrie et commence à rédiger un nouvel ensemble de réflexions théologiques.
Deux années s'écoulent avant qu'il ne soit officiellement reçu dans l'Église catholique romaine, le 9 octobre 1845, par Dominique Barberi, passioniste italien au Collège de Littlemore. Sa conversion, assure-t-il, qui lui apporte la paix et la joie. Elle n'est pas rupture avec l'anglicanisme, explique-t-il dans son Apologia... mais prolongement de son chemin intellectuel et spirituel : «Lors de ma conversion je n'ai pas eu conscience qu'un changement intellectuel ou moral s'opérât en mon esprit. Je ne me sentais ni une foi plus ferme dans les vérités fondamentales de la Révélation ni plus d'empire sur moi-même. Je n'avais pas plus de ferveur, mais il me semblait rentrer au port après avoir traversé une tempête»
Le 22 février 1846, il quitte Oxford pour le Collège théologique d'Oscott, près de Birmingham, où résidait Nicholas Wiseman, vicaire apostolique pour le district central d'Angleterre. Il publie alors l'une de ses œuvres majeures, fruit de ses réflexions théologiques : Essay on the Development of Christian Doctrine. Se séparer d'Oxford lui est difficile, encore que sa conversion soit suivie par d'autres, de plus en plus nombreuses, parmi les membres du mouvement d'Oxford.
À l'instigation de Nicholas Wiseman, il part pour Rome en octobre 1846 afin de se préparer à la prêtrise catholique et poursuivre ses études. Il est reçu par le pape Pie IX, mais son arrivée devient très vite source d'incompréhension auprès des théologiens. Ainsi, l'Église catholique américaine condamne son Essay on the Development of Christian Doctrine, décision que reprennent certains doctrinaires italiens sous le chef d'hérésie. Dans l'espoir de lever les incompréhensions dont il est l'objet, Newman fait traduire son ouvrage, ainsi qu’un choix de sermons universitaires en français.

#### L'Oratoire

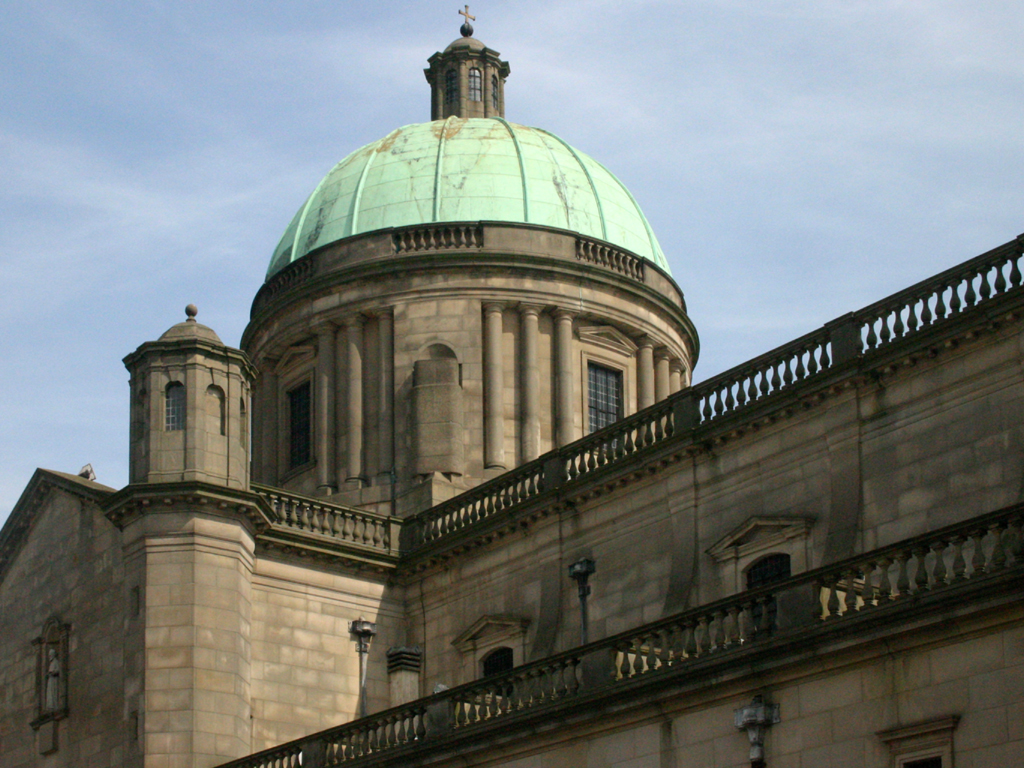
La coupole de l'Oratoire de Birmingham.

À Rome, John Henry Newman s'interroge sur sa vie en tant que catholique. Il ne se voit pas comme prêtre diocésain, mais cherche une communauté religieuse telle qu’il connut à Littlemore, près d’Oxford. Il se renseigne chez les Lazaristes, les Rédemptoristes, mais surtout auprès des Dominicains et Jésuites, engagés dans l‘apostolat intellectuel. D'abord attiré par les Dominicains, et notamment grâce aux sermons d'Henri Lacordaire, il se décide pour la congrégation de l'Oratoire, séduit par son fondateur, saint Philippe Néri, qui, entre autres, ne prononçant pas de vœux religieux, lui convient mieux après des années passées dans l'anglicanisme. Le pape Pie IX, enthousiaste, lui en facilite l'entrée, de même que celle de certains de ses amis anglicans convertis, le noviciat se réduisant pour eux à trois mois.
Newman est donc ordonné prêtre ‘sous condition’ le 30 mai 1847 par le cardinal Giacomo Filippo Fransoni, préfet de la Congrégation pour la propagation de la foi. Après avoir reçu la bénédiction du pape le 9 août 1847, il part le 6 décembre 1847 pour le Royaume-Uni pour y fonder le premier oratoire d'Angleterre, l'Oratoire de Birmingham. Arrivé à Londres la veille de Noël 1847, il s'installe à Maryvale où, bientôt, le premier Oratoire d'Angleterre est érigé canoniquement le 2 février 1848.

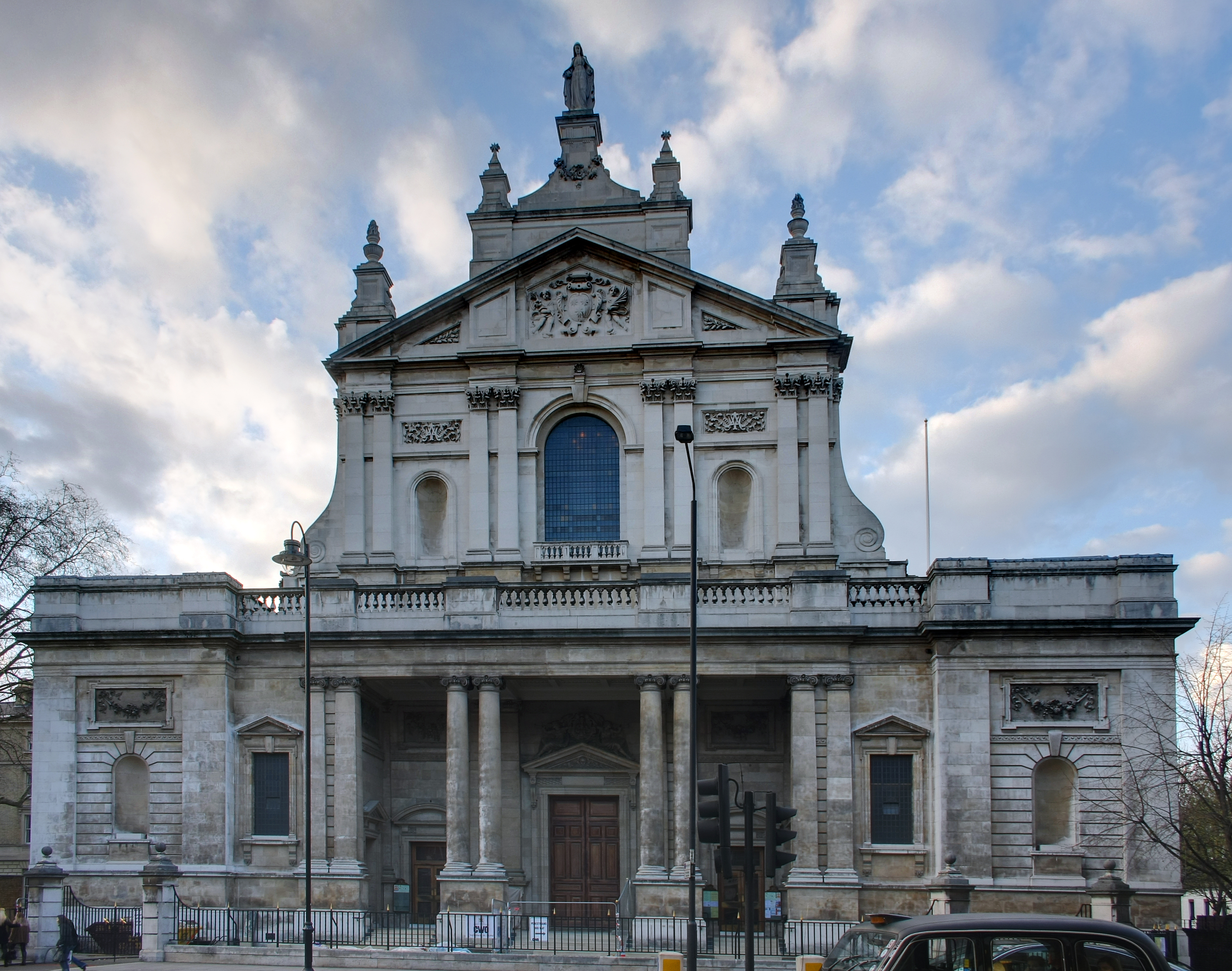
L'Oratoire de Brompton.

Chez les Oratoriens présents à Maryvale, deux tendances se dessinent : l'une, gravitant autour de Frederick William Faber et des plus jeunes, est plus critique envers les anglicans et, à l'instar du catholicisme italien, cherche par la conversion à changer l'anglicanisme ; l'autre s'articule autour de la conception de Newman d'une Église catholique vue comme la fidélité au vrai christianisme des Pères de l'Église. Toutefois, la tendance que représente Frederick William Faber le conduit provisoirement à critiquer l'anglicanisme en des termes particulièrement sévères.
Nicholas Wiseman invite les Oratoriens à prêcher pendant le carême à Londres, prêches qui se révèlent un échec, mais qui aboutissent à la fondation de l'Oratoire de Londres avec Frederick William Faber comme supérieur, Newman, quant à lui, restant au sein de l'Oratoire de Birmingham. Cette période est marquée par une nouvelle vague de conversion d'anglicans au catholicisme, dont celle de Henry Edward Manning, futur cardinal.
À la demande de Nicholas Wiseman, Newman reçoit de Pie IX le titre de doctor honoris causa en théologie. En 1847, il réside successivement à St. Wilfrid's College (Cheadle, Staffordshire), à St Ann's (Birmingham) et à Edgbaston.
Pie IX nomme Nicholas Wiseman cardinal et archevêque de Westminster. En 1851, il rétablit la hiérarchie catholique au Royaume-Uni en y créant de nouveaux diocèses, initiative que le protestantisme populaire conteste vigoureusement, en s'en prenant non seulement au Vatican, mais aussi aux catholiques en général. Newman prend leur défense non pas en condamnant les anglicans, mais en dénonçant leur opinion erronée.

#### Fondation de la 'Catholic University of Ireland'

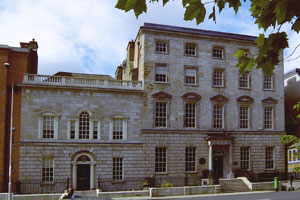
Maison de John Henry Newman dans la Catholic University of Ireland à Dublin.

Au cours des années 1850, les évêques irlandais s'opposent à l'institution de la Queen's University of Ireland, qui admet catholiques et protestants, car ils y voient la volonté délibérée de la Grande-Bretagne d'imposer progressivement l'anglicanisme dans leur pays. C'est dans ce contexte qu'ils demandent à Newman de fonder une nouvelle université à Dublin, la « Catholic University of Ireland ».
Dans un premier temps, en mai 1852, Newman donne des conférences où il expose sa conception de l'éducation et de l'université, ainsi que la culture christianisée et la possibilité de concilier science et théologie. Ces notions sont encore précisées lors de nouvelles interventions, qui conduisent à l'une de ses principales œuvres, Idea of a University (L'idée d'université).
Très vite, Newman en est nommé recteur, mais les évêques d'Irlande ne lui laissent aucune marge de manœuvre, ce qui incite Nicholas Wiseman à essayer, mais en vain, de le faire consacrer évêque. Mal considéré et peu écouté, Newman fonde cependant une faculté de philosophie et de littérature en 1854, puis une faculté de médecine en 1856 ; il tente aussi un rapprochement avec certains Irlandais inquiets de ses origines britanniques en se mettant à l'étude de la culture celtique. Afin de faire de l'université un lieu de prédication comme d'étude, il invite des prédicateurs de talents, comme Vladimir Pétchérine qui y prêche la Saint-Patrick de l'année 1856. Pour autant, les étudiants n'affluent pas, les évêques refusent toujours leur confiance et barrent la route aux laïcs ; faute de pouvoir procéder à des nominations, Newman finit par démissionner en 1857.

#### Crises et déboires

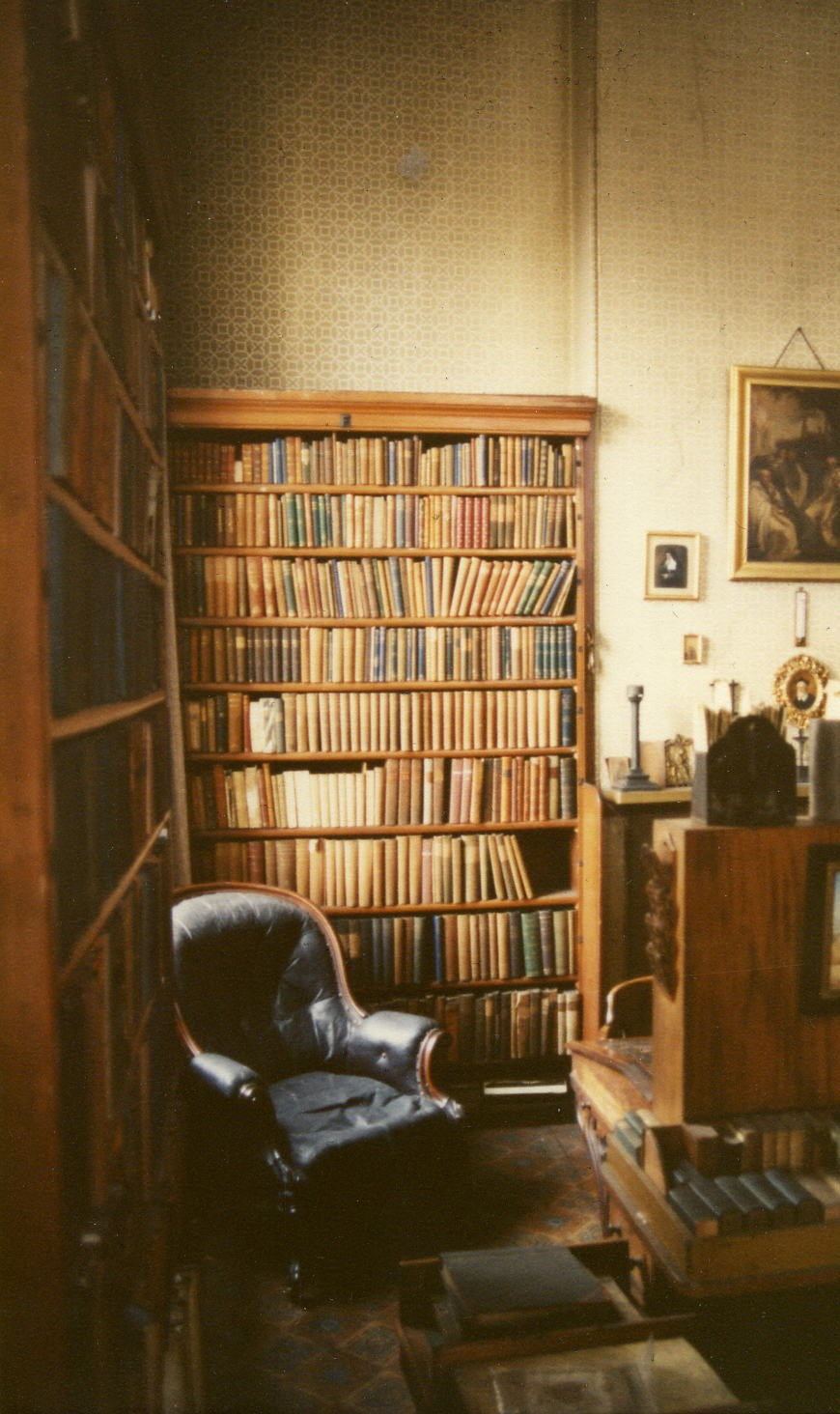
La chambre de John Henry Newman.

En 1851, Newman donne une série de conférences « Present Position of Catholics in England » (« Situation actuelle des catholiques en Angleterre ») où il défend l'Église catholique face aux attaques de Giovanni Giacinto Achilli. Celui-ci, ancien prêtre dominicain italien installé depuis peu en Angleterre, a été rendu à l'état laïc pour avoir eu des relations avec des femmes. Il proteste contre l'Église, la taxant d'obscurantisme et d'injustice. Newman dévoile la vie cachée d'Achilli à Rome dans un discours où il dénonce des actes qu'il juge immoraux. Achilli lui intente un procès en diffamation, ce qui oblige son accusateur à rechercher des témoins à grands frais, puis à payer leur logement à Londres lors d'une procédure qui, de plus, traîne en longueur. D'abord menacé de prison, Newman se trouve finalement condamné à payer une lourde amende de 100 livres à laquelle s'ajoutent les frais, soit 14 000 livres. The Times déclare que la justice s'est déshonorée et que la condamnation de Newman est inique. Pour faire face aux dépenses, Newman lance une souscription publique qui réussit au-delà de ses espérances, puisqu'il lui reste un surplus qu'il consacre à l'achat de Rednall, une petite propriété située dans les collines de Lickey, avec une chapelle et un cimetière où il sera enterré.
Ce procès a été une épreuve pour Newman, d'autant qu'il s'est vu vilipendé par certains qui, critiquant son caractère, l'ont décrit comme « trop sensible » et affligé d'un « tempérament morbide ».
Lors de son départ pour Dublin, il confie la charge de l'oratoire de Birmingham à un oratorien qui, de façon prématurée, sans l'aval du Saint-Siège, procède à une réforme de l'institution ; en conséquence, Newman, dénoncé pour hétérodoxie, doit partir pour Rome, où il présente sa défense devant le cardinal Alessandro Barnabò, lequel lui témoigne bien peu d'égards.
À son retour, il commence la rédaction de ses réflexions sur les relations entre la foi et la raison. Il y donne une place non négligeable aux composantes psychologiques et scientifiques ; mais son travail s'interrompt le 14 septembre 1857 lorsque l'archevêque Nicholas Wiseman lui demande de diriger une nouvelle traduction de la Bible en anglais, mission qui va l'occuper pendant plus d'un an. En 1858 cependant, après des mois de labeur, l'œuvre est abandonnée sur l'intervention d'évêques américains qui, ayant entrepris le même travail, exigent de Nicholas Wiseman qu'il renonce à son projet. D'abord, l'archevêque hésite, puis cède à la pression, si bien que Newman, qui éprouve d'ailleurs bien des difficultés à se faire rembourser les frais engagés, se voit contraint de laisser la traduction inachevée.
En 1858, il projette de fonder une maison de la congrégation de l'Oratoire à Oxford, mais se heurte à l'opposition du cardinal Henry Edward Manning et de quelques autres, qui craignent que cela n'incite les catholiques anglais à envoyer leurs fils étudier à l'université d'Oxford ; aussi le projet est-il abandonné.
À la même période, Newman connaît aussi quelques déboires liés à sa participation à une revue tenue par des catholiques, The Rambler, qui se fait de plus en plus critique envers l'autorité ecclésiale. Convaincu de la bonne foi des participants, il cherche à concilier la ligne éditoriale avec la position officielle de l'Église, mais certains détournent ses propos et le citent pour étayer leur critique. De ce fait, il est dénoncé auprès du Saint-Office pour hérésie et obligé de fustiger publiquement l'interprétation fallacieuse qui est faite de ses écrits. En fin de compte, il démissionne de la rédaction.

#### L'Apologia Pro Vita Sua

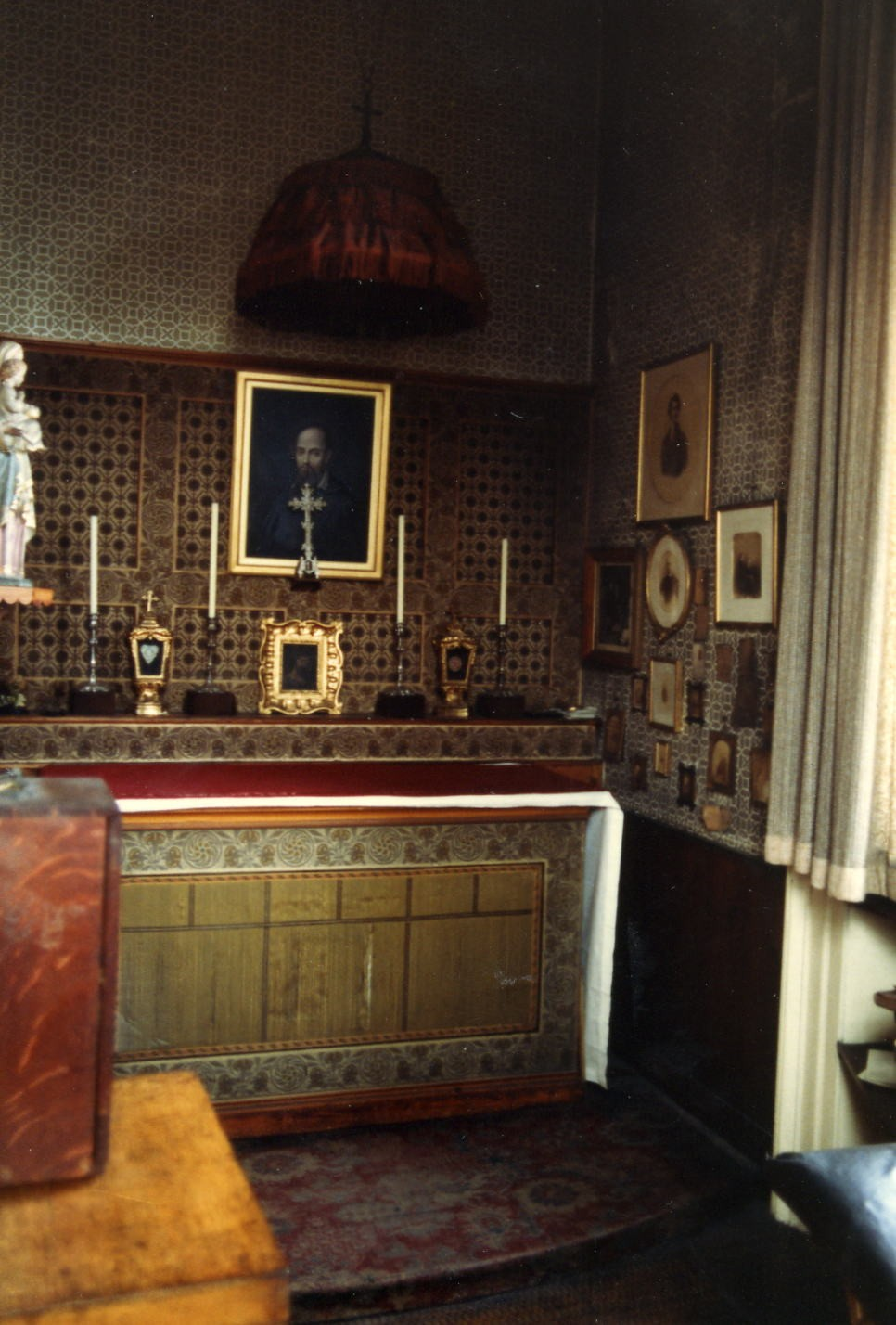
La chapelle privée du cardinal Newman.

Depuis 1841, Newman a une attitude déconcertante pour bon nombre d'Anglais : converti au catholicisme, il ne dénonce que très rarement l'anglicanisme, préférant se concentrer sur la défense du catholicisme et de ses dogmes. Paradoxalement, cette attitude suscite aussi la méfiance de bon nombre de ses nouveaux coreligionnaires. Son isolement s'accentue encore lorsque le cardinal Manning juge sa conception de l'autorité de l'Église non conforme à la doctrine officielle.
En 1862 paraît un pamphlet faisant état de son retour à l'anglicanisme, ce qu'il dénonce immédiatement, et en janvier 1864, dans une recension de l'History of England de James Anthony Froude, parue dans le Macmillan Magazine, Charles Kingsley écrit que « le père Newman nous informe que pour son bien, la vérité n'est pas nécessaire, et, dans l'ensemble, ne doit pas être une vertu du clergé romain ».
Newman publie alors, sous la forme de pamphlet polémique, le feuilleton de sa conversion et de ses démarches depuis le début du mouvement d'Oxford ; en fait, il s'agit d'une véritable autobiographie spirituelle, publiée sous le nom Apologia Pro Vita Sua, qui retrace la recherche de la vérité ayant conduit à sa conversion. L'ouvrage est un grand succès de librairie, et lui vaut le soutien et les félicitations de nombreux catholiques dont il a levé les doutes, tout en lui permettant de renouveler le dialogue avec les anglicans du mouvement d'Oxford, en particulier John Keble et Edward Bouverie Pusey qu'il ne côtoie plus depuis près de vingt ans.
À la suite de ce succès, Newman cherche à fonder une école ouverte aux catholiques à proximité de l'université d'Oxford, projet qui lui tient d'autant plus à cœur qu'il est lui-même venu au catholicisme par ses études au sein de l'université et qu'il considère les anglicans comme des amis partageant, malgré certaines différences, une foi proche de la sienne. Cependant, le cardinal Henry Edward Manning s'oppose à l'entreprise et demande au Vatican de la dénoncer sous le prétexte qu'Oxford est un lieu d'athéisme hostile au catholicisme. C'est donc un échec, comme l'a été le projet de fonder un nouvel oratoire à Oxford, ce qui incite Newman à prendre du recul et à écrire l'un de ses plus célèbres poèmes, « Le Songe de Gerontius ».
L'Oratoire finit néanmoins par être autorisé, mais le cardinal Alessandro Barnabò, suspectant Newman d'hérésie, lui en interdit l'accès. Newman demande des explications au Saint-Siège et apprend qu'il a été dénoncé dès 1860, d'où la méfiance de la Curie romaine. La tentative de justification qu'il entreprend aussitôt fait long feu pour la simple raison que Nicholas Wiseman a, par étourderie, oublié de lui transmettre les documents nécessaires à sa défense. Une fois cette bévue reconnue, les soupçons du Saint-Siège s'estompent, et aussi bien le cardinal Barnabò que le pape s'efforcent de témoigner des marques d'estime à Newman, par exemple en l'invitant à participer en tant que théologien au Ier concile œcuménique du Vatican, honneur qu'il décline pourtant.

#### Dernières années

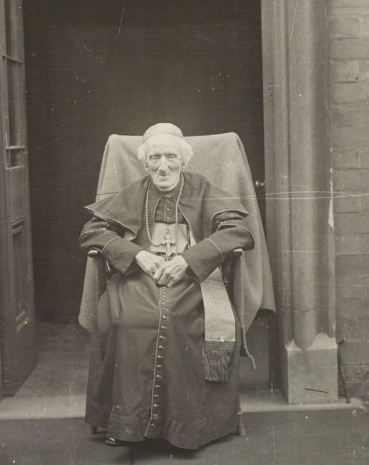
Newman à l'Oratoire, lors de ses dernières années de vie.

En 1870, Newman publie sa Grammaire de l'assentiment, son travail le plus abouti, dans laquelle la foi religieuse est étayée par des arguments souvent différents de ceux qu'emploient les théologiens catholiques. En 1877, lors de la réédition de ses travaux anglicans, il ajoute une longue préface et de nombreuses notes aux deux volumes sur la Via Media en réponse aux critiques anti-catholiques qu'il émettait alors.
Lors du Ier concile œcuménique du Vatican (1869-1870), il s'oppose à la définition de l'infaillibilité pontificale présentée par les théologiens qui reviennent de Rome. Dans une lettre privée à son évêque, publiée à son insu, il dénonce « la faction insolente et agressive » qui a soutenu ce dogme. Cependant, il ne s'y oppose pas lors de sa proclamation et, lors de l'attaque du Premier ministre Gladstone accusant l'Église catholique d'avoir « également répudié la pensée moderne et l'histoire ancienne », il trouve plus tard l'occasion de préciser son attitude. Dans une lettre au duc de Norfolk, Newman affirme qu'il a toujours cru en cette doctrine, mais a craint qu'elle n'affecte les conversions en Angleterre en raison des spécificités historiques locales du catholicisme ; en cela, il affirme la compatibilité entre le catholicisme et la liberté de conscience que certains anglicans, depuis la proclamation du dogme de infaillibilité, ont entrepris de dénoncer.
En 1878, à son grand plaisir, son ancien collège le choisit comme « Honorary Fellow » (membre honoraire) de l'université d'Oxford. La même année meurt le pape Pie IX qui n'avait guère confiance en lui, et son successeur, Léon XIII, suivant la suggestion du duc de Norfolk, décide de l'élever au cardinalat, une distinction remarquable pour un simple prêtre. La proposition est faite en février 1879 et son annonce publique est largement approuvée dans le monde anglophone. Ainsi, John Henry Newman est créé cardinal le 12 mai 1879, recevant le titre de San Giorgio al Velabro. Il profite de sa présence à Rome pour souligner sa constante opposition au libéralisme en matière religieuse.
À Rome, il tombe gravement malade, mais rejoint, peu après son apparente guérison, l'Oratoire en Angleterre, où, frappé par une rechute, il meurt le 11 août 1890, à 89 ans.
Le cardinal Newman est enterré dans le cimetière de Rednall Hill (Birmingham). Il partage sa tombe avec son ami, le révérend-père Ambrose St. John, qui s'est converti au catholicisme en même temps que lui. Dans le cloître de l'oratoire de Birmingham, où sont placées des plaques commémoratives, il voulut que soit inscrite au-dessous de son nom cette épitaphe : Ex umbris et imaginibus in veritatem (« Des ombres et des images vers la vérité »).

## Héritage

### La théologie de Newman
L'influence de Newman, comme controversiste et prédicateur, est immense. Pour l'Église catholique, sa conversion est source d'un grand prestige et dissipe de nombreux préjugés. Plus précisément, son influence se fait dans l'idée d'une spiritualité plus large et dans la notion de développement, tant au niveau de la doctrine qu'à celui du gouvernement de l'Église. Il approfondit ainsi la notion de développement homogène du dogme. Le contenu de la foi, présent dès l'origine, trouve progressivement, dans l'histoire de l'Église une compréhension et une formulation plus amples et plus précises.
Bien qu'il ne se soit jamais considéré comme un mystique, Newman développe l'idée que la vérité spirituelle est connue par l'intuition directe, comme une nécessité antérieure à la base rationnelle du credo catholique. Pour les anglicans, mais aussi pour certaines communautés protestantes plus strictes, son influence est également grande, mais d'un autre point de vue : en effet, il a défendu la légitimité des dogmes catholiques et l'importance de la part austère, ascétique et solennelle du christianisme,.
Newman affirme que, à part une conviction intérieure irréductible à la raison, il n'existe pas de preuve rationnelle de l'existence de Dieu. Dans le Tract 85, il se confronte aux difficultés du « Credo » et des Écritures, concluant sur le caractère insurmontable de ces dernières si elles ne sont pas transcendées par l'autorité d'une Église infaillible. Dans le cas de Newman, de telles affirmations ne mènent pas au scepticisme, parce qu'il a toujours eu une très forte conviction intérieure. Dans le Tract 85, son seul doute concerne l'identité de la véritable Église. Mais, en règle générale, son enseignement aboutit à ce que l'homme sans cette conviction intérieure ne peut qu'être un agnostique, tandis que celui qui la possède est destiné à devenir, tôt ou tard, catholique.

### Théologie du christianisme

#### Conception du christianisme

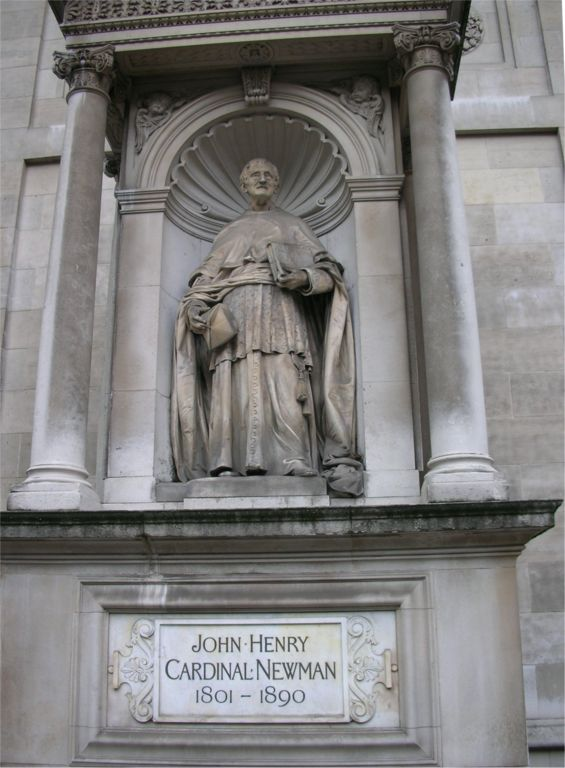
Statue du cardinal Newman à l'Oratoire de Londres.

À travers la théologie et les textes fondamentaux, Newman a toute sa vie recherché un christianisme authentique. Pour lui, celui-ci doit se fonder sur la Révélation : la Vérité révélée par Dieu. Il se demande comment la foi originelle des apôtres a pu se résumer sous la forme de différents credo, comment la religion chrétienne s'est développée et dans quelle mesure elle décrit la Révélation sans la trahir. Les Pères de l'Église lui permettent d'aller au fondement de cette vérité. Cette quête de la vérité devient alors son principal objectif et il s'en explique ainsi : « Je suis frappé d'un triste pressentiment que le don de la vérité, une fois perdu, est perdu pour toujours. Ainsi le monde chrétien, graduellement, devient stérile et s'épuise, comme une terre exploitée à fond et qui devient du sable ».
Il place d'emblée l'Église au cœur de sa réflexion. Il refuse de faire de la Bible le seul pilier de la foi. Celle-ci doit être présente, selon lui, dans la réalité concrète et dans l'expérience quotidienne, et vécue au sein de l'Église. Il considère que l'Église transmet les vérités chrétiennes à travers la révélation issue de la Tradition et s'appuyant sur la succession apostolique : Dieu agit, et la vie chrétienne existe, non pas par une expérience sensible, comme l'affirment les protestants évangéliques, mais par la foi et la grâce qui peuvent agir sans forcément donner des expériences psychologiques visibles. Être chrétien consiste, pour Newman, en un don de soi, renouvelé dans la foi.
L'étude des Pères de l'Église, encouragée par l'écriture d'articles encyclopédiques, puis par des recherches sur l'arianisme, l'incite à approfondir sa foi. Les paroles d'Origène sur la difficulté de percer les mystères de la Bible le marquent : « Quiconque croit que les Écritures sont venues de celui qui est l'auteur de la nature peut bien s'attendre à y retrouver la même sorte de difficultés que l'on trouve dans la constitution de la nature ». Pour lui, Dieu parle à travers l'Église. Cette étude patristique l'amène à examiner les principaux conciles et à rechercher la vérité en remontant aux sources du christianisme.
La crise religieuse qui touche le Royaume-Uni au XIXe siècle amène l'Église anglicane à se libérer de l'emprise de l'État. Newman souhaite alors retourner aux origines du christianisme et du catholicisme intégral que représente pour lui l'anglicanisme,. Cette tentative de conciliation entre le christianisme originel et l'unité de l'Église anglicane est l'objet de ses recherches, développées un temps sous le nom de « Via Media ». Finalement, il remet ce point de vue en cause et considère que l'anglicanisme s'éloigne du christianisme des origines.

#### Conception de la Tradition chrétienne
John Henry Newman, avant même sa conversion au catholicisme, accorde une grande importance à la Tradition dans le christianisme. Certains protestants refusent tout dogme et toute vérité en dehors de la Bible, suivant l'adage « Sola scriptura » (l'Écriture seulement). Ils contestent la création de nouveaux dogmes par l'Église catholique. Newman, au contraire, met en valeur la tradition chrétienne dans un cycle de conférences à Saint-Mary en 1837 intitulé « Lectures on the Prophetical Office of the Church ». Il décline la Tradition sous deux formes : la « Tradition épiscopale » et la « Tradition prophétique ». Pour lui, ces deux types de tradition sont indissociables.
La « Tradition épiscopale », qui regroupe l'ensemble des documents officiels de la hiérarchie, valorise tant la hiérarchie, et donc la succession apostolique, que l'ensemble des textes fondateurs et des credos de l'Église. Elle s'ajoute à l'Écriture sainte et permet de l'interpréter. Figée dans des écrits, cette Tradition permet de conserver et de protéger la foi de l'Église.
La « Tradition prophétique », ensemble des écrits des docteurs de l'Église, la liturgie et les rites, s'exprime dans la vie des chrétiens. Elle est constituée, selon Newman, de ce que saint Paul appelle « la vie de l'Esprit ». La Tradition prophétique est pour Newman la Tradition vécue au quotidien et de manière continuelle par les chrétiens.
Newman interprète donc la Tradition comme quelque chose de vivant, changeant et actuel. Cependant, il affirme que l'anglicanisme est susceptible de s'écarter de la vérité de la foi s'il se détache des Pères de l'Église et donc de la Tradition. Pour Newman, l'Église a toujours besoin de revenir aux sources, à son fondement, car en s'écartant de la tradition épiscopale, l'anglicanisme peut perdre ce qui fait la richesse de la Tradition. L'importance donnée par Newman aux Pères de l'Église et à la patristique découle donc de sa conception de la Tradition.

#### Théologie de l'Église
Sa vie durant, Newman a étudié l'Église et sa signification. La recherche du christianisme originel l'a poussé à se pencher sur les écrits des Pères de l'Église et il a vu dans la crise de l'arianisme au IVe siècle des similitudes avec celles qui affectent le christianisme au XIXe siècle.
Il se demande si l'anglicanisme peut être l'héritier du christianisme authentique des Pères de l'Église ; ce à quoi il répond positivement, à cela près que la papauté en a trahi l'essence. Si l'anglicanisme vit au XIXe une crise de sa pratique, lui cherche à travers le mouvement d'Oxford et son œuvre de « Via Media », à en définir une doctrine authentique, fondée sur la foi révélée par les Pères de l'Église et sur les sacrements.
Cependant, sa recherche le conduit peu à peu à prendre ses distances. Après des années de réflexions, sur les Pères de l'Église en particulier, il est parvenu à la conclusion que l'anglicanisme se départ du christianisme véritable, tant l'analyse de l'histoire de l'Église, et notamment celle des hérésies, souligne sa différence d'avec les dogmes et la Tradition chrétienne. Son refus de l'autorité de Rome s'assimile à l'hérésie donatiste et aussi, constate-t-il lors de nouvelles recherches, à celle des monophysites. Désormais, écrit-il plus tard : « Il était difficile de soutenir que les eutychiens et les monophysites étaient des hérétiques, à moins que les protestants et les anglicans ne le fussent aussi ; difficile de trouver des arguments contre les Pères de Trente qui ne fussent pas contraires aussi aux Pères de Chalcédoine ; difficile de condamner les papes du XVIe siècle sans condamner les papes du Ve ».
Alors, concilier l'anglicanisme et le christianisme des Pères de l'Église s'avère difficile, tant se dérobent les fondements nécessaires à sa « Via Media », et la doctrine des Pères de l'Église ne s'accommode pas d'une Église locale se coupant de l'Église universelle. Newman prend donc acte de cette impossibilité : « À quoi servait de poursuivre la controverse ou de défendre ma position, si, après tout, je forgeais des arguments pour Arius et Eutychès, et je devenais l'avocat du diable contre le patient Athanase et le majestueux Léon ? ».
Ainsi, sa réflexion l'aura conduit à nuancer et à changer son regard sur l'Église catholique. S'il n'y décèle plus de différences dogmatiques avec la foi des Pères de l'Église, il relève en celle de l'anglicanisme protestant un écart de plus en plus appuyé. Les griefs se sont inversés : d'abord suspicieux de ce qu'il a cru être une foi « superstitieuse », sa méfiance s'estompe lorsqu'il approfondit la question, notamment à travers les écrits d'Alphonse de Liguori, et parvenu au bout de sa longue réflexion, il prend du recul pour que mûrisse son propos et s'assure sa décision. Alors seulement fait-il le choix de se convertir au catholicisme.
Newman voit maintenant en l'Église catholique l'héritière des Pères de l'Église et, par là, du seul christianisme authentique car révélé, conversion et foi n'excluant pas la critique de certaines attitudes papales. Pour lui, l'Église est bien une institution divine mais ancrée dans le monde, et donc constituée de pécheurs.

### La place de la conscience

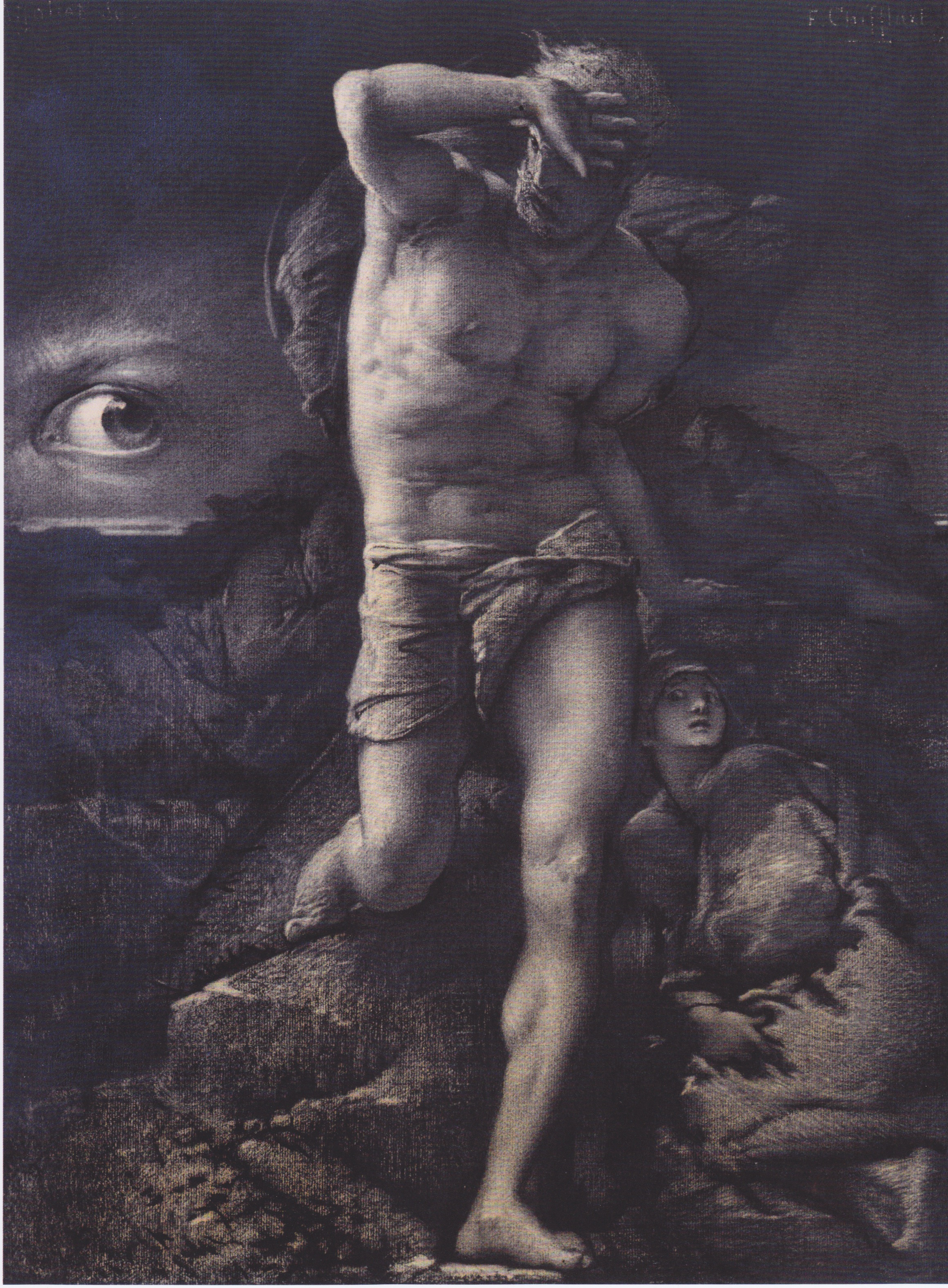
La Conscience, dessin sur charbon, 1877, illustration de François Chifflart.

#### Définition de la conscience
Pour Newman la conscience est le propre de la nature humaine, « sentiment de responsabilité, de honte ou de frayeur », écho d’une admonition extérieure ou murmure secret du cœur. C'« est une loi de notre esprit, mais qui dépasse à quelque titre notre esprit ; qui nous intime des injonctions ; qui signifie responsabilité et devoir, crainte et espérance : et qui est dotée d’une spontanéité la distinguant du reste de la nature »,.
La conscience se définit comme une capacité à obliger (enjoindre) et à juger. Les premiers sermons la présentent comme « ce guide, implanté dans notre nature pour y distinguer la rectitude et la malice, et pour revêtir la rectitude d’une autorité absolue, [qui] n’a rien d’aimable ni de miséricordieux. La conscience est sévère, elle est même intraitable. Elle ne parle pas de pardon, mais de punition », et ses effets peuvent être la bonne conscience, la paix intérieure, mais aussi la condamnation.
La conscience se présente comme une faculté de jugement, fragile mais irréductible : voix, motion, insistante mais faible, indépendante de la volonté de l’homme qui a la faculté de lui désobéir mais reste impuissant à la détruire.

### Théologie de la grâce:Lectures on Justification
Les Lectures on Justification sont tirées d'un ensemble de conférences données par Newman à Saint-Mary en 1838, alors qu'il est encore anglican. Une fois converti au catholicisme, comme il ne renie rien de ses propos, son objectif devient de concilier deux éléments, l'effet de la grâce et celui des œuvres (les bonnes actions) dans le salut. En effet, les protestants, notamment Martin Luther, se sont détournés de la doctrine catholique de la justification, rejetant l'idée que les œuvres puissent contribuer au salut et affirmant que seule la foi en Dieu donne accès au paradis. Cette théologie a fortement imprégné l'anglicanisme et a conduit à faire de la justification une affaire privée entre l'homme et Dieu. Newman tente de mettre au point une théorie de la justification qui concilie les deux théologies, ce qu'il réussit, du moins aux yeux du théologien allemand Ignaz von Döllinger qui y voit « le plus beau chef-d'œuvre de la théologie que l'Angleterre ait produit depuis un siècle. », et d'aucuns lui assignent même une profonde portée œcuménique,,.

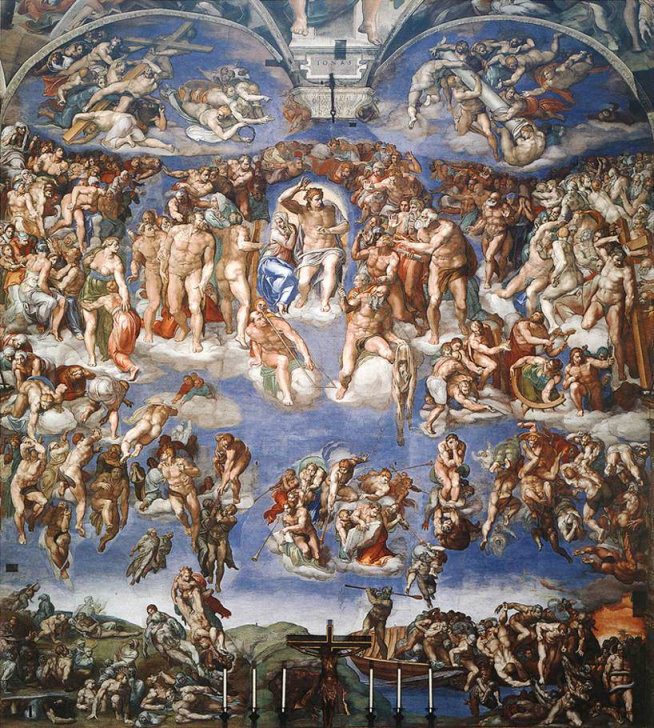
Le Jugement dernier, Michel-Ange, chapelle Sixtine.

Dans ce Traité sur la Justification, Newman commence par critiquer la conception trop littérale de la Bible qu'ont certains protestants. S'appuyant sur l'interprétation des Pères de l'Église, il dénonce deux dérives, la sélection exclusive de certains passages, nuisible à la perception de la logique du salut dans son indivisible globalité, et le danger, aux dépens de l'enseignement des conciles et des écrits patristiques, de la lecture biblique comme seule source d'interprétation. Semblable choix contient en germe une possible interprétation subjective, détachée de tout contexte temporel et historique, ce qui revient pour Newman à nier la Révélation qui se poursuit, au-delà de la mort du Christ, à travers l'action de l'Esprit Saint présent dans l'Église.
Dans un deuxième temps, Newman critique la conception des protestants selon laquelle seule la foi conduit au salut, ce qui implique que Dieu n'est plus l'acteur de la justification et de la sanctification des personnes ; si la foi personnelle conduit en soi au salut, ce sont la conversion et la foi qui sont premières, le Christ se trouvant relégué au rang de second. L'homme devient alors sa propre justification, paradoxe total pour Newman : « Ainsi la religion finit-elle par consister dans la contemplation de soi et non du Christ ».
Newman s'oppose ensuite à la conception de la justification de Martin Luther, selon laquelle Dieu justifie en ne reconnaissant plus la culpabilité de l'homme, ce à quoi Newman s'oppose en développant une théologie de la « Parole de Dieu » ; comme il le montre dans la Genèse où c'est par la parole que Dieu crée le monde, cette « Parole de Dieu » est action,. Quand Dieu déclare quelqu'un justifié, la justification ne consiste plus en une non-reconnaissance de la culpabilité de la personne justifiée, mais Dieu fait d'elle une personne juste : « Il ne s'agit pas de la concession silencieuse d'une faveur, mais de l'éclatement visible de sa puissance et de son amour […]. Soyons sûrs de cette consolante vérité : la grâce divine qui justifie réalise ce qu'elle déclare ».
Pour Newman, Dieu, dans la justification, transforme l'homme, non pas par un acte extérieur à lui-même, mais en le changeant intérieurement. Or ce changement qui justifie est un pur don de Dieu : « Ce n'est ni une qualité, ni un acte de notre esprit, ni la foi, ni le renouvellement, ni l'obéissance, ni quoi que ce soit de connaissable à l'homme […] mais un certain don de Dieu qui contient toutes ses réalités ». Ainsi la justification consiste-t-elle à vivre avec Dieu : « être justifié, c'est recevoir la divine Présence, c'est devenir le Temple du Saint-Esprit ».
Si Dieu nous a justifiés, affirme Newman, c'est pour que notre conduite, nos actions et nos œuvres, relèvent du Salut de Dieu. Il n'y a pas de dichotomie dans la justification entre la foi et les œuvres : « Le Christ n'a pas gardé uniquement dans ses mains le pouvoir de justifier ; son Esprit nous le dispense par le moyen de nos propres actions. Il nous a donné l'aptitude à lui plaire. » Le justifié vit alors, pour Newman, avec le Christ. Et le Christ continue de nous justifier, « au-dedans de nous, avec nous, à travers nous, par nous ». Notre vie devient le signe de la justification de Dieu, et de la présence de Dieu qui nous justifie continuellement : « Il n'y a qu'une seule réconciliation : il y a dix mille justifications »,. La justification peut se comprendre conformément à la parole de saint Paul « ce n'est plus moi qui vit, c'est le Christ qui vit en moi », les mérites de la personne se confondant alors avec ceux de Dieu. Ainsi la justification naît du fait de cette présence de Dieu en nous : « Le Père-Tout-Puissant nous regarde ; il ne nous voit pas nous, mais la présence sacrée de son fils qui se révèle spirituellement en nous ».

### Conception de la connaissance

#### Naissance deL'Idée d'université

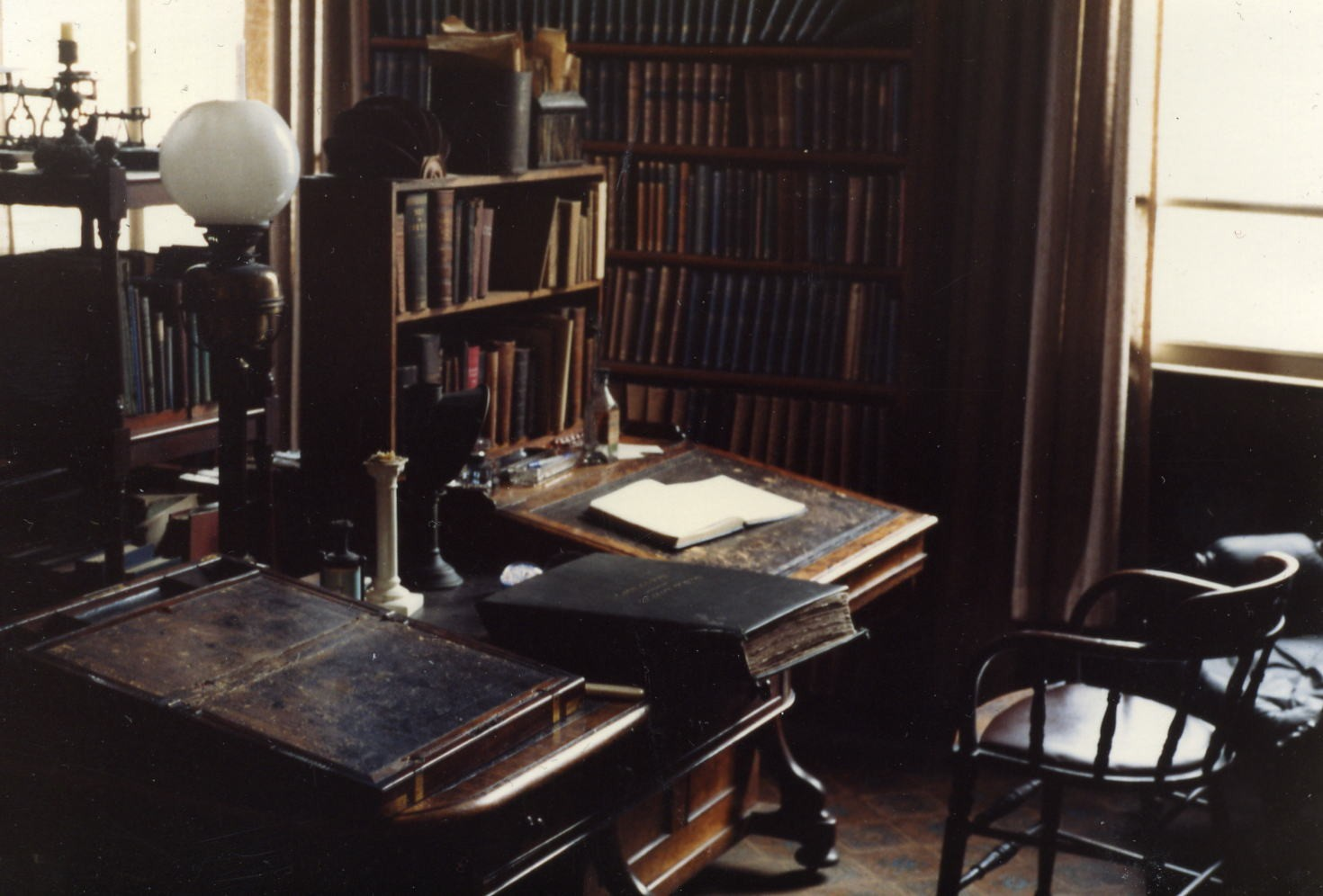
Bureau de John Henry Newman à l'Oratoire de Birmingham.

L'idée d'une université est née de la demande des évêques irlandais en butte aux Queen's colleges qu'installe le gouvernement anglais en Irlande. Il s'agit d'éviter que les catholiques de ce pays n'aient d'autre choix que de fréquenter une université de Sa Majesté, de surcroît tenue par des anglicans. Aussi suggèrent-ils à Newman de fonder ce qui deviendra l'University College Dublin. Face à la surprise que manifestent les évêques devant sa conception de l'université, Newman donne, entre 1852 et 1858, une série de conférences susceptibles d'éclairer ses choix, corpus ensuite repris dans son ouvrage L'Idée d'université.

#### Autonomie de la culture
Au cours de ces conférences, Newman expose sa conception du rôle de l'université : certes destinée à transmettre un savoir et des connaissances, elle se doit surtout d'éduquer l'intelligence, de conduire à la recherche de la vérité, quitte à passer par des approches et des méthodologies spécifiques aux différentes disciplines.
Elle n'a pas de finalité pratique, son but n'étant pas de former un bon citoyen ou même un bon religieux ; sa mission est de « rendre à l'intellect ce qui lui est dû », exigence, cela dit, n'impliquant pas l'indifférence à la réalité ou au savoir technique. Essentiellement destinée à ouvrir les esprits et non à les enfermer dans ce que Newman appelle la « bigoterie » de la spécialisation, sa richesse est d'aspirer, par l'enseignement de tous les savoirs, à l'universalité du savoir dont elle demeure le siège où se perpétue, non l'acquisition d'un savoir-faire, mais la primauté de la culture.

#### Place des sciences et de la théologie
Alors même que cette discipline commence à être remise en cause, Newman préconise l'étude de la théologie, enseignement, pense-t-il, qui sert les sciences, dont la prétention à l'universalité et l'ambition de donner une explication globale du monde et des choses, alors que, paradoxalement, elles se spécialisent, ne ressortent pas à leur spécificité originelle. Ainsi, la théologie et la philosophie se doivent d'être enseignées de pair avec les disciplines scientifiques, sans pour autant prétendre, comme elles, à une explication du monde, mais justement, en les interrogeant sur leurs limites et la finalité qu'elles croient pouvoir dire de l'homme et de l'univers.
Pour Newman, en effet, les sciences, du moins celles qui outrepassent leur domaine de recherche, sont dans l'erreur : « Une douzaine de disciplines diverses envahissent son territoire pour le piller […]. Elles ne peuvent manquer de faire fausse route dans une matière qu'elles n'ont absolument pas mission de connaître. J'en appelle à ce principe de grande portée : toute science, si exhaustive soit-elle, se fourvoie quand elle s'érige en interprète unique de ce qui survient au ciel et sur la terre »,.
Le rôle qu'assigne Newman à la théologie est d'être une fonction de régulation et de critique face au savoir scientifique, sciences et théologie devant dialoguer et s'enrichir mutuellement. La théologie n'est pas, de nature, supérieure aux sciences ; elle permet un autre regard sur l'homme et de s'approcher d'une autre vérité, qui est d'un autre ordre.

#### La place du savoir face à la culture et à l'éducation
Le dernier grand thème développé par Newman est celui de la hiérarchie des savoirs et la place de la culture. Il montre que le modèle éducatif dépasse la simple sphère des connaissances. En effet, chaque savoir tend à répondre à la question du comment, évacuant par conséquent celle du pourquoi. Il obéit à une technique opératoire qui, par des mécanismes, conduit à tout voir selon un même mode de fonctionnement et, par là-même, tend à rendre difficile, voire à empêcher toute autre vision d'une réalité qui ne serait pas soumise à ces mécanismes.
Pour Newman, l'enseignement chrétien ne doit pas nier la foi en lui laissant une place, permettant l'ouverture au mystère de la foi. Il s'agit donc de développer deux types de connaissance, l'une rationnelle et l'autre qui, située au-delà de la logique du savoir, donne accès à un niveau de vérité autre que celui des disciplines scolaires.

### L'œuvre littéraire: l'apologiste
Dans l'ouvrage La Littérature autobiographique en Grande-Bretagne et en Irlande, Robert Ferrieux consacre un sous-chapitre à l'apologie qu'il range dans la catégorie de « l'autobiographie de circonstance » ; il examine ce genre en s'appuyant essentiellement sur l'exemple de John Henry Newman. C'est à cette analyse qu'est en grande partie emprunté le propos faisant l'objet de cette section.

#### Le plaidoyerpro domo
Avec son Apologia Pro Vita Sua, parue en 1867, Newman se distingue comme l'un des grands écrivains autobiographiques du XIXe siècle. Peut-être a-t-il, dans le choix d'un titre latin, été inspiré par un illustre prédécesseur, le poète romantique Samuel Taylor Coleridge qui avait publié en 1817 sa Biographia Literaria, livre se présentant déjà comme une sorte d'apologie, puisqu'il se situe surtout par rapport à la préface composée par William Wordsworth lors de la deuxième édition en 1800 des Lyrical Ballads. Dès la première page, en effet, Coleridge insiste sur ce qu'il appelle une « exculpation » (disculpation), répondant à une « charge » (accusation), signifiant par là son désir apologétique, prélude nécessaire à l'exposition de ses idées,.
L'essence de l'apologie de soi, en effet, est un plaidoyer pro domo rendu nécessaire par une accusation. Socrate, est-il dit, a corrompu les jeunes de la cité, et John Henry Newman, selon Charles Kingsley, ne considère pas que l'amour de la vérité « soit une vertu nécessaire » (« be a necessary virtue »). Charles Kingsley, en effet, dans un compte-rendu de l'Histoire de l'Angleterre de J. A. Froude pour le Macmillan's Magazine, a inséré une phrase vengeresse à l'égard de Newman : « La vérité en soi n'a jamais été une vertu aux yeux du clergé de l'Église romaine. Le père Newman nous informe qu'elle n'a point besoin ni, tout compte fait, l'obligation d'en être une, et que la ruse est l'arme qui a été donnée aux Saints pour repousser les forces viriles et brutales du monde des méchants » (« Truth, for its own sake, had never been a virtue with the Roman clergy. Father Newman informs us that it need not, and on the whole ought not to be; that cunning is the weapon which heaven has given to the Saints wherewith to withstand the brute male force of the wicked world […] »). Après une correspondance polémique – les deux hommes ne se sont pas rencontrés – la réponse de Newman a été son Apologia Pro Vita Sua, réponse non pas à une sollicitation intime, mais à la blessure d'une injustice venue de l'extérieur.
Le besoin autobiographique n'est donc pas premier : c'est parce que Newman se sait sous le coup d'une calomnie intellectuelle et morale qu'il entreprend de rendre compte de lui-même. S'il n'avait à répondre de ses actes, au sens quasi pénal du terme, devant le tribunal des hommes, et non plus de sa seule conscience (le mot « charge » [accusation] revient sans cesse sous sa plume), il n'aurait sans doute pas pris la peine de ce rappel systématique de sa vie spirituelle. Qui plus est, il ressent la nécessité de se justifier au nom de l'Église tout entière, visée à travers sa personne par ses détracteurs. Son apologie, ambitieusement appelée Pro Vita Sua (« Pour sa vie »), ce qui témoigne de l'importance « vitale » de l'engagement, devient alors une nécessité, un devoir (duty), comme il l'écrit, envers lui-même, la cause catholique et le clergé.

#### L'épreuve obligée
À ce compte, l'apologie ne peut se développer dans les conditions de sérénité qui caractérisent nombre d'entreprises autobiographiques. Au contraire, c'est la passion qui la gouverne et, de fait, Newman blêmit sous l'insulte et entend bien ne pas se laisser traiter de fripon ou de sot sans relever le gant. De plus, se savoir ainsi placé en position d'infériorité le rend malgré lui agressif et le détachement qu'il affiche lorsqu'il prétend se trouver désormais « dans un flux de pensées d'une élévation et d'une sérénité telles qu'aucune calomnie ne saurait le perturber » (« in a train of thought higher and more serene than any which slander can disturb »), ne peut longtemps faire illusion, puisqu'aussitôt il envoie « voler » Mr Kingsley dans les espaces infinis avec une vigueur peu commune (« away with you, Mr Kingsley and fly into space »),.
Dans de telles conditions, la démarche autobiographique cesse d'être un plaisir : « On conçoit aisément l'épreuve que représente pour moi d'écrire ainsi l'histoire de ma personne ; mais je ne saurais reculer devant la tâche » (« It may be easily conceived how great a trial it is to me to write the following history of myself; but I must not shrink from the task »). Exposer les motifs profonds de sa conduite à des adversaires pour lesquels il ne ressent que mépris ou haine est une véritable souffrance : Newman a honte de se livrer ainsi au regard de ses détracteurs. Les mots « obligation », « trial » (épreuve), « reluctance » (répugnance) reviennent sans cesse dans son récit et chaque fois qu'il doit révéler un détail personnel, c'est une très grande violence qu'il se fait, éprouvant le sentiment d'un intrusion sacrilège dans le plus secret des débats, celui que conduit son âme avec Dieu : « Il n'est pas agréable de donner à chaque contradicteur superficiel ou désinvolte l'avantage de connaître mes pensées les plus intimes » (« Its is not pleasant to be giving to every shallow or flippant disputant that advantage over me of knowing my most private thoughts »),.

#### L'a priorides données
Un tel fonds de passion et une réticence aussi prononcée ne sauraient a priori constituer les meilleures garanties d'objectivité. À trop vouloir se justifier, l'apologiste risque, même à son insu, de se trahir : organiser le récit de sa vie spirituelle et intérieure pour prouver au monde le bien-fondé d'une attitude est tentant et, en ce genre d'entreprise, la fin appelle les moyens. Là se situe ce que Georges Gusdorf a appelé la « reconstruction a posteriori ». Newman, bien conscient de ce péril, souligne au début de son ouvrage les nombreuses difficultés qu'il va rencontrer. Réussira-t-il à empêcher que sa conversion au catholicisme romain, événement majeur de sa vie et dernier épisode de son récit, influence et colore son propos ? Il se porte aussitôt au devant de l'objection : « De plus, mon intention est de rester, tout simplement personnel et historique. Je n'expose pas la doctrine catholique, je ne fais rien de plus qu'expliquer ma personne, mes opinions et mes actes […] Tout ce que je désire, dans la mesure de possible, c'est de rendre compte de faits » (« Moreover, I mean to be simply personal and historical, I am not expounding the Catholic doctrine, I am doing no more than explaining myself, and my opinions and actions […] I wish, as far as I am able, to state facts »),.
Il y a là, comme chez tous les apologistes, un a priori des données qui ne correspond pas exactement aux buts de l'autobiographie. Newman n'a pas besoin de passer toute son existence en revue, puisque sa démarche se limite à une section bien définie de son activité. Il lui faut réunir un faisceau de preuves d'autant convaincantes qu'elles se rapprochent de la période où il a été mis en cause. Ainsi, il ne s'intéresse aux divers aspects de sa vie que dans la mesure où ils peuvent contribuer à échafauder son système de défense et de persuasion : « Je me préoccupe de bout en bout, écrit-il, de questions relatives à la croyance et à l'opinion, et si j'introduis d'autres gens dans mon récit, ce n'est ni pour eux-mêmes ni parce que j'ai ou ai eu de l'affection pour eux, mais parce que et dans la seule mesure où ils ont influencé mes vues théologiques » (« I am all along engaged upon matters of belief and opinion, and am introducing others into my narative, not for their own sake, or because I loved or have loved them, so much as because, and in so far as, they have influenced my theological views »). Rien d'étonnant, en conséquence, que son apologie consacre trente et une pages à trente-deux années de son existence, alors que presque le double est réservé aux deux seules, cruciales pour lui et ses adversaires, qui ont définitivement changé le turbulent agitateur anglican en un catholique convaincu.

#### Le genre du présent
Genre du présent, donc, que cette apologie qui, par nature, tend à se développer en surface mais, invitant à livrer le meilleur de soi, n'en constitue pas moins un document autobiographique de valeur. Rétablir une situation jugée compromise exige d'abord un système de défense exempt de malhonnêteté intellectuelle : Newman le sait qui accumule les vertus dont il entend faire la preuve : il « méprise et déteste, assure-t-il, le mensonge, et le chipotage, et le parler hypocrite, et la rouerie, et la ruse, et la fausse suavité, et le discours creux, et le faire-semblant […] et [il] prie que leur piège lui soit épargné » (« scorn and detest lying, and quibbling, and double-tongued practice, and slyness, and cunning, and smoothness, and cant, and pretence […], and I pray to be kept from the snare of them »). Historien de son esprit, comme il se définit lui-même, il précise au fil des pages son programme et sa méthode : pas d'anecdote ou de romantisme ; malgré le manque de documents « autobiographiques » qu'il déplore, il a trouvé quelques notes de mars 1839 qui illustrent son propos ; il se défie de sa mémoire et, le cas échéant, préfère écarter un argument possible plutôt que courir le risque de déformer la réalité ; il s'efforce enfin de s'exprimer avec toute la clarté nécessaire et ne néglige pas, à l'occasion, de structurer son ouvrage « avec une rigueur et peut-être aussi, ajoute Robert Ferrieux, une gaucherie tout universitaires » : « Ainsi ai-je rassemblé de mon mieux ce qu'il y avait à dire sur l'état général de mon esprit de l'automne 1839 à l'été 1841 ; et cela fait, j'entreprends de raconter comment mes appréhensions ont affecté ma conduite et mes relations envers l'église d'Angleterre » (« I have thus put together, as well as I could, what had to be said about my general state of mind from the autumn of 1839 to the summer of 1841; and having done so, I go on to narrate how my misgivings affected my conduct and my relations towards the Anglican church »).

#### Le rendez-vous avec soi
En général, l'apologiste, à force de se justifier, apprend peu à peu et comme malgré lui à se connaître ; parti du principe de sa compétence absolue, il s'aperçoit, arrivé au terme de sa quête, qu'il n'est plus tout à fait le même homme qu'au début. Newman ne fait pas exception : son ton se fait peu à peu moins péremptoire, l'argumentation moins dogmatique, l'expression moins polémique. Il s'intéresse maintenant à ses hésitations et à ses angoisses, il s'interroge : « […] J'ai cru que j'avais raison ; comment savoir avec certitude que je l'avais toujours, combien d'années avais-je été convaincu de ce que je rejetais aujourd'hui ? Comment reprendre jamais confiance en moi ? » (« […] I then thought I was right; how was I certain that I was right now, how many years had I thought myself sure of what i now rejected? How could I ever again have confidence in myself? ». Est-il certain de quelque chose, de lui-même ? « Avoir la certitude, c'est savoir qu'on sait ; comment s'assurer que je ne changerai pas à nouveau après être devenu catholique ? » « To be certain is to know that one knows; what test had I, that I should not change again, after that I had become a Catholic? »),.
Ainsi, le récit l'a aidé à surmonter, une fois encore, les sollicitations de sa conscience et lui a apporté une confirmation dont il avait secrètement besoin : « Insensiblement, écrit Robert Ferrieux, l'apologie s'est rapprochée de l'autobiographie et la justification muée en découverte ». Vers la fin de son livre, Newman peut écrire en toute sérénité : « […] je n'ai plus rien à raconter sur l'histoire de mes opinions religieuses […] Je n'ai eu à signaler aucun changement ni aucun affre d'angoisse. J'ai été dans un parfait état de paix et de satisfaction […] Ce fut comme de rentrer au port après la tempête, et j'en ressens un bonheur qui, à ce jour, ne s'est jamais démenti » (« […] I have no further history of my religious opinions to narrate […] I have had no changes to record, and have had no anxiety of heart whatever. I have been in perfect peace and contentment […] It was like coming into port after a rough sea; and my happiness on that score remains to this day without interruption »). Suprême gratification, il remercie Mr Kingsley des tracas qu'il lui a causés ; en définitive, commente Robert Ferrieux, « il n'a rien à regretter : la traversée en valait la peine ».

## Influence

### Personnalité

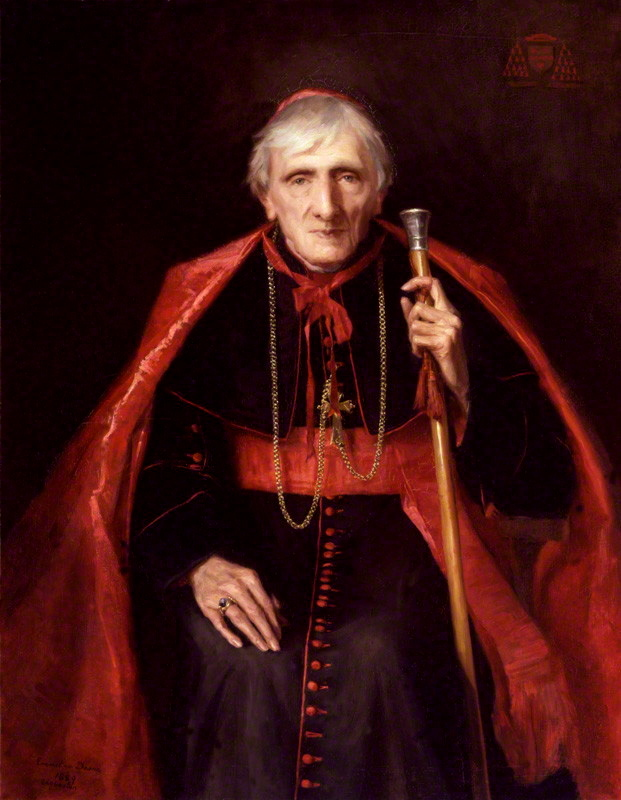
Le cardinal Newman dans ses dernières années, portrait par Emmeline Deane.

Le cardinal Newman, avec ses forces et ses faiblesses, est un homme charismatique, convaincu du sens de son propre destin. Poète inspiré, il possède un authentique talent littéraire. Plusieurs de ses premiers poèmes restent, écrit R. H. Hutton « inégalés pour la magnificence de leur composition, la pureté de leur goût, et leur rayonnement total », et « Le Songe de Gerontius », le dernier et le plus long de tous, est parfois considéré comme la plus convaincante tentative de représentation du monde invisible depuis l'époque de Dante.
Sa théorie du développement doctrinal et son affirmation de la suprématie de la conscience, ont parfois conduit à faire de lui, malgré toutes ses dénégations, un libéral. Qu'il accepte chaque élément du credo catholique est cependant une certitude, et, sur l'infaillibilité pontificale comme en matière de canonisation, il a des positions très avancées. De plus, alors qu’il a prétendu préférer les formes de dévotion anglaises aux italiennes, il est l’un des premiers à les introduire en Angleterre et à les mêler aux rites locaux spécifiques.
La devise qu'il adopte lorsqu'il devient cardinal, « Cor ad cor loquitur » (Le cœur parle au cœur), et la phrase qui est gravée sur le mémorial érigé en son honneur à Edgbaston, « Ex umbris et imaginibus in veritatem » (Hors des ombres et des images dans la vérité), semblent dévoiler, autant que faire se peut, le secret d'une vie qui a suscité l'intérêt de ses contemporains, en mêlant affection et curiosité, adhésion et sévère retenue.

### Newman et Manning

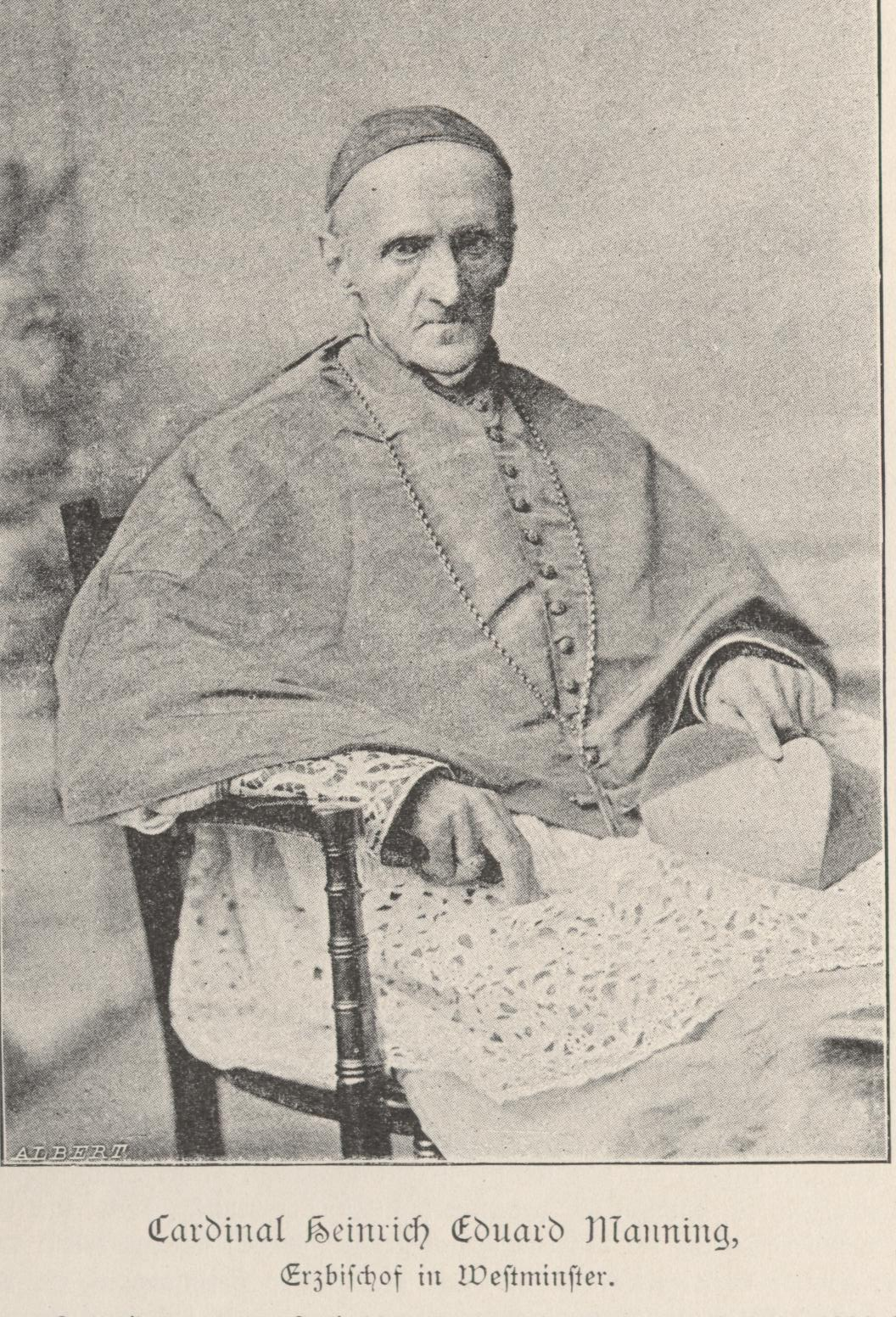
Le cardinal Henry Edward Manning.

Les deux grandes figures de l'Église catholique en Angleterre au XIXe siècle devinrent tous les deux cardinaux et sont tous les deux d'anciens ecclésiastiques anglicans. Mais il existe peu de sympathie entre eux.
Le caractère de Newman est réservé, tandis que Manning est un homme expansif. L'un est professeur d'université, l'autre défenseur des travailleurs, l'un est un solitaire, l'autre une grande figure de la vie mondaine de la société victorienne.
L'origine de leur opposition tient aussi à des raisons plus fondamentales : Newman pose le problème important de l'intégration des catholiques dans un pays majoritairement anglican. L'anglicanisme a pris des mesures anti-catholiques, et l'une d'entre elles, qui lui tient particulièrement à cœur, est l'interdiction qui est faite aux catholiques d'intégrer les universités. Or, pense-t-il, leur participation à la vie publique dépend dans une large mesure de cet accès à l'enseignement supérieur ; aussi n'a-t-il de cesse, malgré des échecs répétés, de négocier pour l'obtention de ce droit, quitte à laisser certaines questions en suspens
Le cardinal Manning, quant à lui, enclin à partager les vues traditionnelles qu'entretiennent les victimes de l'ostracisme anglican, est partisan d'une ligne de conduite plus stricte face aux restrictions qui sont imposées, d'où son refus de transiger ou de négocier sur la question de l'appartenance des catholiques aux universités.
Cependant, pour ce qui est des questions sociales, Manning s'avère plus moderne dans son approche, puisqu'il passe pour être l'un des pionniers de la doctrine sociale de l'Église, et de fait, il joue un rôle majeur dans l'élaboration de l'encyclique Rerum Novarum.

### Postérité
Lorsque, dans les années 1860, des catholiques commencent à fréquenter Oxford, ils y créent un club qui reçoit, en 1888, le nom de « Oxford University Newman Society ». Un des fondateurs en était Gerard Manley Hopkins, éminent poète, lui-même reçu dans l'Église catholique (en 1865) par Newman. Finalement, l'Oratoire d'Oxford devait être fondé cent ans plus tard, en 1993, dans des locaux appartenant auparavant à la Compagnie de Jésus.
La renommée de Newman croît après sa mort, aussi bien dans le domaine théologique que littéraire. Dans une lettre du 25 mai 1907, Paul Claudel oriente Jacques Rivière dans le choix de ses lectures religieuses en ces termes : « Livres à lire : avant tout Pascal [...] Tout ce que vous pourrez trouver de Newman ». James Joyce considère qu'« aucun prosateur n'est comparable à Newman ». Et G. K. Chesterton lui consacre plusieurs essais entre 1904 et 1933, en indiquant dans l'avant-propos de son ouvrage Orthodoxie qu'il prend modèle sur l'Apologia.
À partir de 1922, des Newman Centres se développent principalement dans les universités américaines et britanniques, avec pour vocation de développer une vie de foi et de réflexion conformément à la pensée de Newman sur les universités. On en compte plus de 300 à l'heure actuelle dans le
monde.
Certains de ses écrits ont été traduits en allemand par Edith Stein, et elle s'en inspire dans sa philosophie. Le théologien Erich Przywara affirme à propos de l'influence de Newman : « Ce que saint Augustin a été pour le monde antique, saint Thomas pour le Moyen Âge, Newman mérite de l'être pour les temps modernes ».
La pensée de Newman sur la conscience et la relation avec l'autorité de l'Église, notamment dans sa Lettre au duc de Norfolk, a été développée par des théologiens au point d'être reprise par le magistère de l'enseignement catholique, notamment lors du Concile Vatican II et de la déclaration Dignitatis Humanae.
Le Catéchisme de l'Église catholique reprend la conception de la conscience de Newman par sa citation d'un extrait de la Lettre au duc de Norfolk en son numéro 1778.
En 1990, lors du centenaire de sa mort, le cardinal Joseph Ratzinger, futur pape Benoit XVI, considère que Newman est l'un des « grands maîtres de l'Église ».
En 2001 pour les célébrations du bicentenaire de la naissance de John Henry Newan, le compositeur estonien de musique classique Arvo Pärt compose Littlemore Tractus, une œuvre pour chœur (sur un sermon du futur cardinal) et orgue créée à St Martin-in-the-Fields, qui sera adaptée en 2014 également en une brève symphonie intitulée Swansong.
Après sa béatification, un film réalisé par Liana Marabini est en cours de tournage sur sa vie avec F. Murray Abraham dans le rôle-titre.
En 2001 la fondation de l'Institut Newman d'Uppsala est inspirée par l’attitude de grande ouverture intellectuelle du philosophe et théologien.

### Procès en béatification et canonisation

#### Béatification
Le procès en béatification de John Henry Newman commence en 1958.
Après un examen approfondi de sa vie par la Congrégation pour les causes des saints, Jean-Paul II le proclame vénérable en 1991.
En 2005, le postulateur de la cause annonce la guérison, attribuée à l’intercession de Newman, de Jack Sullivan, souffrant d’une maladie de la moelle épinière. Après un examen par des experts mandatés par le Vatican, la Congrégation pour les causes des saints ne trouve aucune explication scientifique à cette guérison et un conseil des experts atteste de son caractère inexplicable. Aussi, le 24 avril 2009, les cardinaux de la Congrégation pour les causes des saints se prononcent-ils par un vote pour l'attribuer à un miracle, ce qui permet d'ouvrir la procédure de béatification. Le 3 juillet 2009, Benoît XVI reconnaît la guérison de Jack Sullivan comme miraculeuse. Le même jour, il autorise le cardinal Angelo Amato, préfet de la Congrégation, à ouvrir le procès en canonisation.
La béatification de John Henry Newman est célébrée le 19 septembre 2010 à Birmingham par Benoît XVI, lors de sa visite au Royaume-Uni. C'est la première béatification, et la seule avec celle de Jean-Paul II le 1er mai 2011, présidée par ce pape-là depuis le début de son pontificat. À l'occasion de ce voyage, le souverain visite également l'Oratoire saint Philippe Néri, dans le quartier d'Edgbaston, lieu de résidence de Newman de 1854 jusqu'à sa mort en 1890.
Le 15 janvier 2011, le bienheureux John Henry Newman est choisi comme patron pour l'ordinariat personnel de Notre-Dame de Walsingham qui est érigé le jour même. Il s'agit d'une structure destinée à accueillir les groupes d'anglicans d'Angleterre et du Pays de Galles qui demandent à entrer en pleine communion avec l'Église catholique.

#### Canonisation
Le 12 février 2019, le pape François signe le décret d'un second miracle attribué au bienheureux Newmann, permettant ainsi sa future canonisation.
Le 13 octobre 2019, le bienheureux John Henry Newman est canonisé lors la messe de canonisation célébrée par le Pape François place Saint-Pierre et devient saint John Henry Newman,.

### Titre de docteur de l'Église
Le 31 juillet 2025, un communiqué de presse du Saint-Siège annonce que le titre de docteur de l'Église sera prochainement conféré à saint John Henry Newman après avis favorable du pape Léon XIV.

## Publications

### Ouvrages traduits en français
Essais et homélies
- John Henry Newman (trad. Marie-Martin Olive, préf. Irène Fernandez), Grammaire de l'assentiment, Ad Solem, coll. « Ecrits newmaniens », septembre 2010, 625 p. (ISBN 978-2-940-40251-9)[255]
- L'Idée d'université, Ad Solem, 2007 (ce texte a été traduit en allemand par Edith Stein)
- Essai sur le développement de la doctrine chrétienne, Ad Solem, 2007
- Méditations sur la doctrine chrétienne, Ad Solem, 2000
- Les Ariens du quatrième siècle, Téqui, 1988
- Douze sermons sur le Christ, trad. Pierre Leyris, introduction de Louis Bouyer, Éditions du Seuil, coll. « Livre de Vie », 1995
- Esquisses patristiques. Le siècle d'or, Ad Solem, 2007
- Sermons universitaires : Quinze sermons prêchés devant l'université d'Oxford, de 1826 à 1843, Ad Solem, 2007
- Sermons paroissiaux, 8 tomes, Éditions du Cerf, 1993-2007.
- L’Antichrist, préface de Louis Bouyer, Ad Solem, 1995
- Le Mystère de l'Église, Téqui, 1983

Textes autobiographiques et épistolaires
- Apologia Pro Vita Sua, liminaire du cardinal Jean Honoré, Ad Solem, 2003
- Écrits autobiographiques, Desclée de Brouwer, 1956
- Lettre à Pusey, Ad Solem, 2002
- Lettre au duc de Norfolk, Desclée de Brouwer, 1970
- Choix de lettres, introduction d’Henri Bordeaux, Téqui, Paris, 1990

Divers
- Le Songe de Gerontius, éd. bilingue, Éditions L’Âge d’Homme, 1989
- Callista, récit du IIIe siècle, Téqui, 1992.
- Callista, Tableau historique du IIIe siècle, version numérique aux Editions Blanche de Peuterey[256]

Anthologies
- John Henry Newman, textes choisis, éd. par Keith Beaumont, Artège, 2010
- Pour connaître Newman (textes réunis par Charles Stephen Dessain), Ad Solem, 2002

### Ouvrages en anglais

#### Période anglicane
- Arians of the Fourth Century (1833)
- Tracts for the Times (1833-1841)
- British Critic (1836-1842)
- Lectures on the Prophetical Office of the Church (1837)
- Lectures on Justification (1838)
- Parochial and Plain Sermons (1834-1843)
- Select Treatises of St. Athanasius (1842, 1844)
- Lives of the English Saints (1843-1844)
- Essays on Miracles (1826, 1843)
- Oxford University Sermons (1843)
- Sermons on Subjects of the Day (1843)
- Essay on the Development of Christian Doctrine (1845)
- Retractation of Anti-Catholic Statements (1845)

#### Période catholique
- Loss and Gain (roman - 1848)
- Faith and Prejudice and Other Sermons
- Discourses to Mixed Congregations (1849)
- Difficulties of Anglicans (1850)
- Present Position of Catholics in England (1851)
- Idea of a University (L'Idée d'université)(1852 et 1858)
- Cathedra Sempiterna (1852)
- Callista (nouvelle - 1855)
- Apologia Pro Vita Sua (autobiographie - 1866, 1865)
- Letter to Dr. Pusey (1865)
- The Dream of Gerontius (Le Songe de Gérontius) (1865)
- An Essay in Aid of a Grammar of Assent (1870)
- Sermons Preached on Various Occasions (divers/1874)
- Letter to the Duke of Norfolk (1875)
- Five Letters (1875)
- Sermon Notes (1849-1878)
- Select Treatises of St. Athanasius (1881)
- On the Inspiration of Scripture (1884)
- Development of Religious Error (1885)

#### Divers
- Addresses to Cardinal Newman and His Replies, with Biglietto Speech (1879)
- Discussions and Arguments (divers/1872)
- Essays Critical and Historical (divers/1871)
- Historical Sketches (divers/1872)
- Historical Tracts of St. Athanasius (1843)
- Tracts Theological and Ecclesiastical (divers/1871)
- Autobiographical Writings, éd. Henry Tristram, Londres-New York, Sheed & Ward, 1956

## Écrits

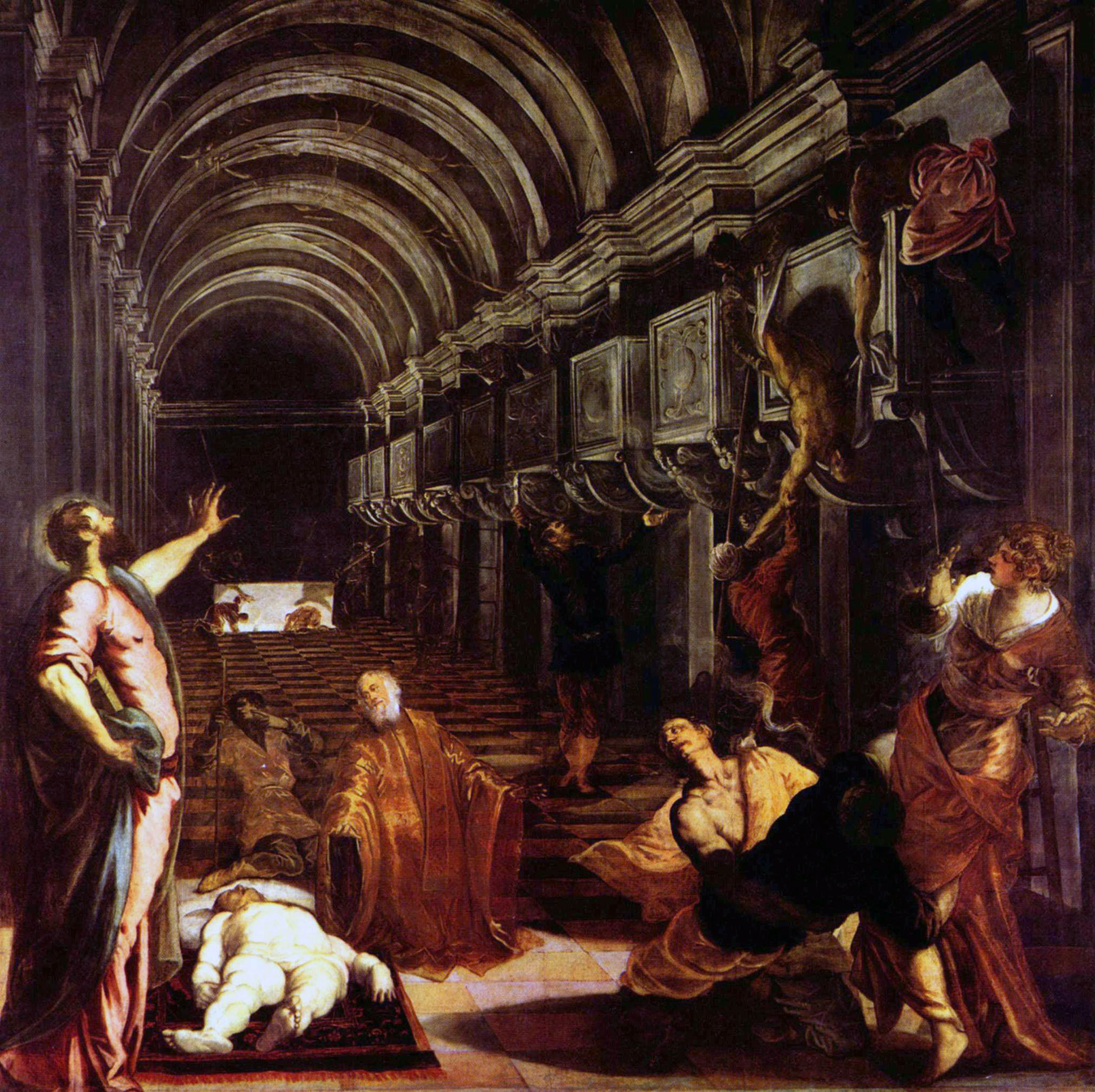
La Découverte du corps de saint Marc, vers 1562, Le Tintoret, Pinacothèque de Brera.

John Henry Newman fut le principal acteur de mouvement d'Oxford. Son étude des Pères de l'Église l'a conduit au catholicisme en 1845. Il a fondé l'Oratoire d'Angleterre en 1848 et a été créé cardinal par Léon XIII en 1879.
Commentaire selon Marc (Mc 16, 15-20)
Ne sois pas timide

« La vie de saint Marc comporta les contrastes suivant : d'abord, il abandonna la cause de l’Évangile dès que parut un danger ; plus tard, il se conduisit non seulement en bon chrétien, mais en serviteur de Dieu résolu et diligent, fondant et gouvernant cette Église d'Alexandrie, célèbre pour sa rigueur. L'instrument de cette transfiguration paraît avoir été l’influence de saint Pierre, digne restaurateur d'un disciple timide et apte à laisser retomber son courage. Nous trouverons un encouragement dans les circonstances de sa vie en pensant que les plus faibles d'entre nous peuvent, par la grâce de Dieu, devenir forts.
Et nous en tirerons l'avertissement de nous méfier de nous-même et encore de ne pas mépriser des frères qui se montreraient faible, ni de désespérer d'eux, mais plutôt d'avoir à porter leurs fardeaux et de les aider à avancer. Certaines personnes sont d'un naturel impétueux et actif. D'autres aiment à être tranquilles et cèdent à la première opposition. Aussi, les bouillants doivent-ils être tempérés et les indolents stimulés. L'histoire de Moïse nous fournit l'exemple d'un esprit fier et fougueux qui s'est laissé dompter jusqu'à se conduire avec une extrême humilité.

L'histoire de saint Marc nous montre l'exemple d'un changement contraire et plus rare, celui de la timidité en audace. »

— St John Henry Newman. Sermons paroissiaux, t. 2, Paris, Cerf, 1993, p. 156-157.

### Écrits mis en musique
- They are at rest est un poème mis en musique par Edward Elgar (1857 - 1934). Elgar a illustré les strophes 1 et 3 du poème de John Henry Newman. Cette pièce, « élégie pour chœur non accompagné », fut créée au Royal Mausoleum de Frogmore (Windsor), le 22 janvier 1910 pour marquer l’anniversaire de la mort de la reine Victoria.

Enregistrements : They are at rest, From the album ‘Treasures of English Church Music’ / Conductor : John Rutter / Choir : The Cambridge Singers, enregistré en 1900, copyright 1991-1995.

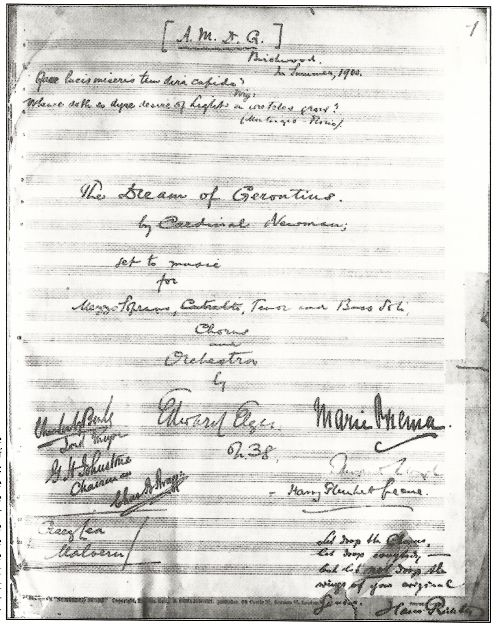
Partition manuscrite du Songe de Gerontius, signée par Elgar, avec les artistes de la création.

- The Dream of Gerontius (op. 38) est une oeuvre pour voix et orchestre en deux parties composée par Edward Elgar en 1900, à partir du poème de John Henry Newman. Elle fut créée le 3 octobre 1900 dans le cadre du Festival de Birmingham, au Birmingham Town Hall. Elle est souvent présentée comme un oratorio, mais Elgar n'approuvait pas cet usage (et d'ailleurs le terme n’apparaît pas sur la partition). Cette oeuvre est largement considérée comme le chef-d'oeuvre d’Elgar, tant par sa durée que par son intensité.

Enregistrements :
1. - The Dream of Gerontius op. 38. Avec : Catherine Wyn-Rogers, alto ; Andrew Staples, ténor ; Thomas Hampson, baryton. RIAS Kammerchor et Staatsopernchor. Staatskapelle Berlin : direction, Daniel Barenboim. 2 CD. Decca. Durée : 35’42’’ et 58’19’’. 2017.
2. - The Dream of Gerontius op. 38. avec Andrew Davis, Stuart Skelton, Sarah Connolly, David Soar. BBC Symphony Chorus & Orchestra : direction, Sir Andrew Davis. CD. Chandos / BBC Radio
3. - The Dream of Gerontius op. 38. Avec Lilli Katriina Paasikivi-Ilves (en), Mark Tucker and David Wilson-Johnson (baryton) ; Orchestre symphonique de Sydney : direction, Vladimir Ashkenazy. Nommé pour un ARIA Award en 2012.
4. - The Dream of Gerontius, Sea Pictures. Avec : Dame Janet Baker, Richard Lewis, Kim Borg. Hallé Choir, Sheffield Philharmonic Chorus, Ambrosian Singers, Hallé Orchestra, London Symphony Orchestra : direction, Sir John Barbirolli, EMI. 1964 (version considérée comme « disque de légende » par Lionel Esparza, France Musique, 19 octobre 2020)[262].